# Ansel Adams

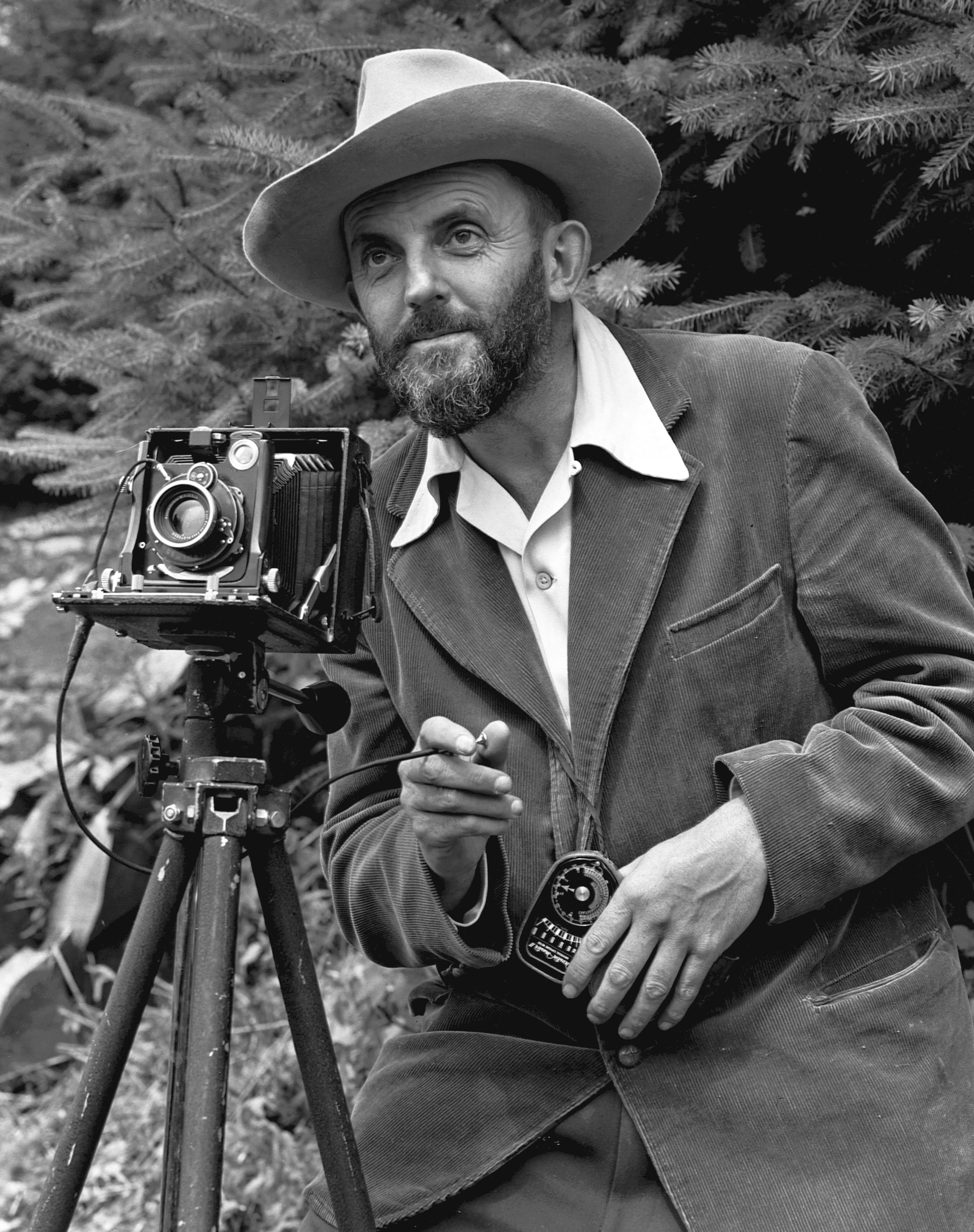
Ansel Adams um 1950 (Fotografie von Malcolm Greany)

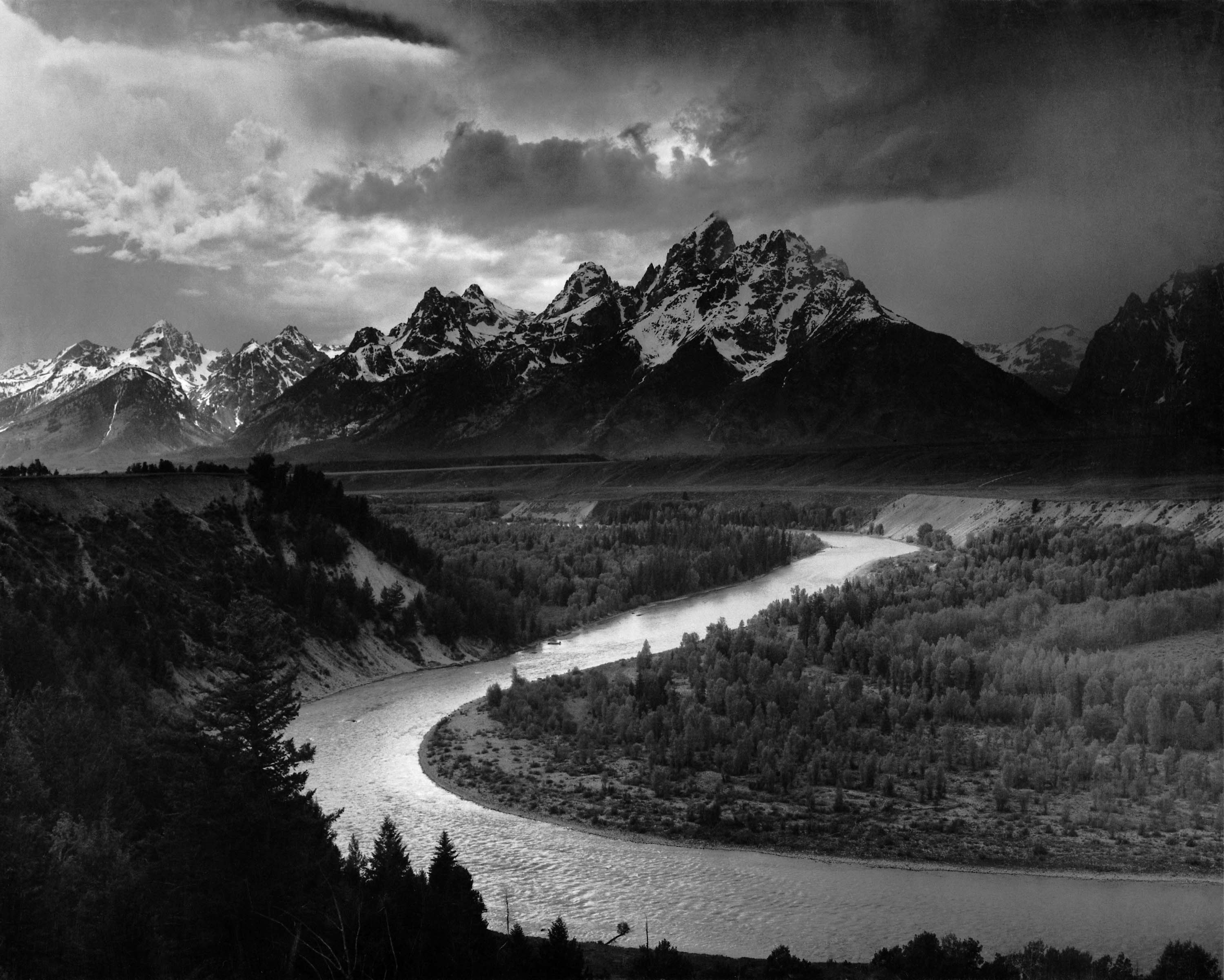
Ansel Adams: The Tetons and the Snake River, 1942. Die Fotografie gehört zu den 115 Bilddateien, die sich auf den Datenplatten Voyager Golden Record befinden, die an Bord der beiden 1977 gestarteten interstellaren Raumsonden Voyager 1 und Voyager 2 angebracht sind.

Ansel Easton Adams (* 20. Februar 1902 in San Francisco, Kalifornien; † 22. April 1984 in Carmel-by-the-Sea, Kalifornien) war ein US-amerikanischer Fotograf, Autor und Lehrer der künstlerischen Fotografie. Er wurde vor allem bekannt durch seine eindrucksvollen Landschafts- und Naturfotografien aus den Nationalparks, National Monuments und den Wilderness Areas im Westen der Vereinigten Staaten, für deren Erhalt er sich zeitlebens einsetzte.
Als Mitbegründer der Gruppe f/64 zählt er zu den Pionieren der straight photography und gilt als einer der bedeutendsten amerikanischen Fotografen. Adams verfasste zahlreiche Lehrbücher zu Theorie und Praxis der Fototechnik. Das von ihm gleichzeitig mit Fred Archer formulierte Zonensystem wurde wegweisend für die künstlerische Schwarzweißfotografie.

## Leben

### Kindheit und frühe Jahre
Ansel Easton Adams war das einzige Kind von Charles Hitchcock Adams und Olive Bray Adams, einer Händlerfamilie aus San Francisco. Der Junge wurde nach dem Onkel Ansel Easton benannt. Die Familie Adams stammte väterlicherseits aus Neuengland. Die Familie war in den ersten Jahren des 18. Jahrhunderts, von Nordirland kommend, eingewandert. Der Großvater hatte in San Francisco ein prosperierendes Holzhandelsunternehmen aufgebaut, das in der Nachfolge von Adams’ Vater Charles geleitet wurde. Die Familie der Mutter stammte aus Baltimore, der Großvater mütterlicherseits hatte sich als Transportunternehmer und Grundstücksspekulant in Carson City, Nevada, niedergelassen.
Adams’ Eltern waren politisch liberale, ansonsten eher konservativ-bürgerliche Menschen. Der Vater war ein begeisterter Hobby-Astronom, der sich allgemein für optische Geräte und für die Fotografie im Besonderen interessierte und als modernste Errungenschaft eine „Brownie-Bullseye“-Boxkamera von Kodak sein Eigen nannte; die Mutter war künstlerisch ambitioniert und widmete sich bevorzugt der Porzellanmalerei.

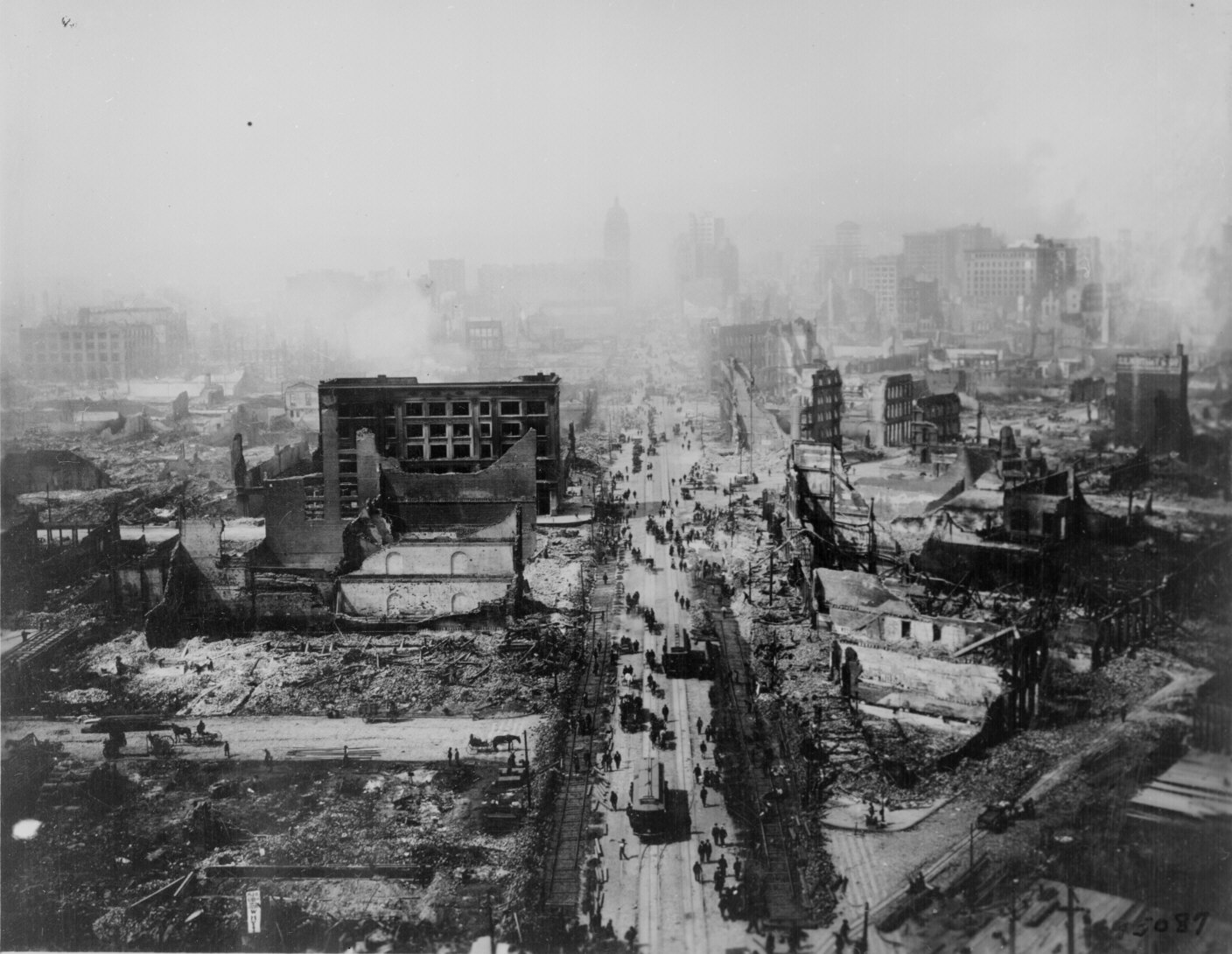
Eine frühe Kindheitserinnerung von Ansel Adams war das große Erdbeben von 1906.

Eine erste Kindheitserinnerung von Ansel Adams war das verheerende San-Francisco-Erdbeben von 1906, bei dem sich der Vierjährige infolge eines Sturzes das Nasenbein zertrümmerte, das nie gerichtet wurde und Adams seine unverwechselbare schiefe, nach links gerichtete Nase einbrachte. Da die Adams’ in einem selbstgebauten Haus in den Dünen außerhalb San Franciscos wohnten, blieben sie von den Folgen des Bebens ansonsten weitgehend verschont.

### The Panic of 1907, Rezessionen
1907 starb Ansels Großvater William James Adams. Mit seinem Tod und dem als The Panic of 1907 bezeichneten ersten großen Börsenkrach in den USA ging auch der Untergang seines Unternehmens einher. Die schleichende Rezession der folgenden Jahrzehnte beanspruchte das gesamte Familienvermögen der Adams’, und Ansels Vater versuchte, das wenige noch vorhandene Firmenkapital zu retten. Geheime Absprachen und Anteilsverkäufe von Ansels Onkel Ansel Easton sollen schließlich zu einem weiteren finanziellen Desaster geführt haben. Letztlich übernahm die Bank den Grundbesitz, und die einstmals florierende Firma wurde zerschlagen.
Als Kind war Ansel oft kränklich, litt an Erkältungen und diversen Kinderkrankheiten. Dennoch tobte er sich bei stundenlangen Klettertouren in den steilen Klippen an der nahe gelegenen Pazifikküste von Fort Scott oder China Beach aus. Der wissbegierige Junge sammelte Insekten und botanisierte Pflanzen. Überdies begeisterte er sich für Sport, war aber stets zu ungeduldig, um sich auf eine Sportart zu konzentrieren. 1912 erkrankte Ansel an Masern und musste zwei Wochen in einem abgedunkelten Zimmer im Bett verbringen. Zum Zeitvertreib erklärte ihm der Vater seine Boxkamera und das uralte Prinzip der Camera obscura, das dahinter stand, und weckte damit erstmals das Interesse des Jungen an der Fotografie.
Die Grundschulzeit verbrachte Ansel größtenteils an der Rochambeau-Schule in San Francisco. Weil er jedoch als schwieriges Kind galt, das sich meistens im Unterricht langweilte und oft in Raufereien verstrickt war, musste er mehrmals die Schulen wechseln. Nach einem heftigen Wutanfall wurde er schließlich ganz der Schule verwiesen und erhielt Hausunterricht beim Vater, der ihm grundlegende Kenntnisse in Französisch und Algebra beibrachte. Außerdem sorgte Charles Adams dafür, dass sein Sohn englische Literaturklassiker las und Unterricht im Altgriechischen bei einem befreundeten Pfarrer bekam. Wie Adams in seinen Erinnerungen schilderte, reifte während der zahlreichen Gespräche mit dem Geistlichen in ihm schnell die Erkenntnis, sich mit Hilfe des Intellekts ein eigenes kritisches Weltbild schaffen zu müssen, das sich, wie er sagte, „gegen Intoleranz, Unverstand und Standesdünkel“ richtete. Etwa zu dieser Zeit zeigte sich auch ein musikalisches Talent in dem Jungen, und so erhielt er ab 1914 zusätzlich Klavierunterricht.

### DiePanama-Pacific International Exposition, Hinwendung zur Musik

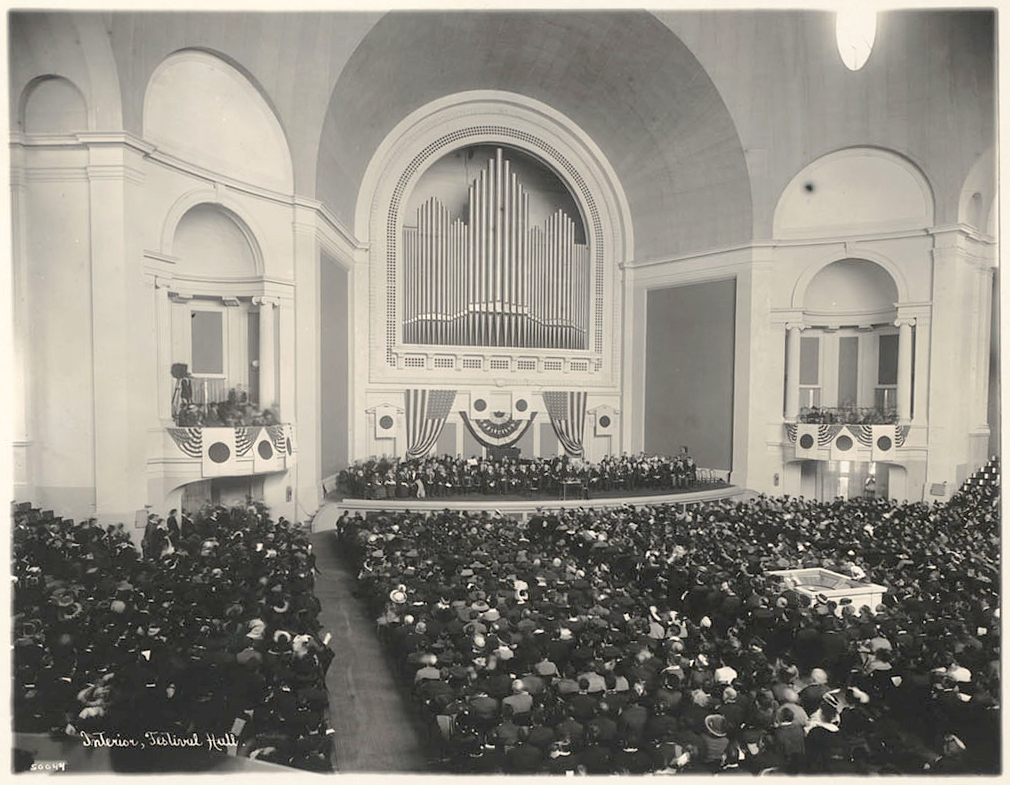
Die Orgel in der Festhalle der Panama-Pacific International Exposition, 1915
(Fotografie von Charles C. Moore)

1915 schenkte ihm der Vater eine Jahreskarte für die Panama-Pacific International Exposition, der Weltausstellung, die zur Feier der Eröffnung des Panamakanals veranstaltet wurde. Die gigantische Ausstellung hinterließ einen nachhaltigen Eindruck bei dem Jungen, vor allem begeisterte er sich für die Konzerte, die in der Festhalle der Ausstellung, einem riesigen Kuppelbau, an einer imposanten Orgel zu Gehör gebracht wurden. Wenn möglich, ließ er keines der Konzerte aus. Oft besuchte er auch die Gemälde- und Skulpturenausstellung im Palast der schönen Künste, wo Werke von Pierre Bonnard, Paul Cézanne, Paul Gauguin, Claude Monet, Camille Pissarro und Vincent van Gogh gezeigt wurden.
Auf der Suche nach einem regulären Schulabschluss besuchte Ansel in der Folgezeit noch einige Schulen, mit dem Abschlusszeugnis der achten Klasse beendete er schließlich formell seine schulische Laufbahn.
Ab seinem 13. Lebensjahr erhielt der Junge intensiven Klavierunterricht bei einer älteren Dame namens Marie Butler, einer Absolventin des New England Conservatory mit langjähriger Erfahrung im Unterrichten. Sie besaß Virtuosität im Spiel und ein profundes Wissen über Musiktheorie und Musikgeschichte; sie verstand es, dem Jungen mit viel Geduld und Ausdauer ein gewisses Maß an Disziplin abzuringen und die Faszination für das Instrument zu wecken. 1918 empfahl sie den jungen Adams zum Musikstudium an den Komponisten Frederick Zech (1858–1926) weiter. Bald entstand in Adams der Wunsch, Berufsmusiker zu werden.

### Die Sierra, Yosemite und die Fotografie

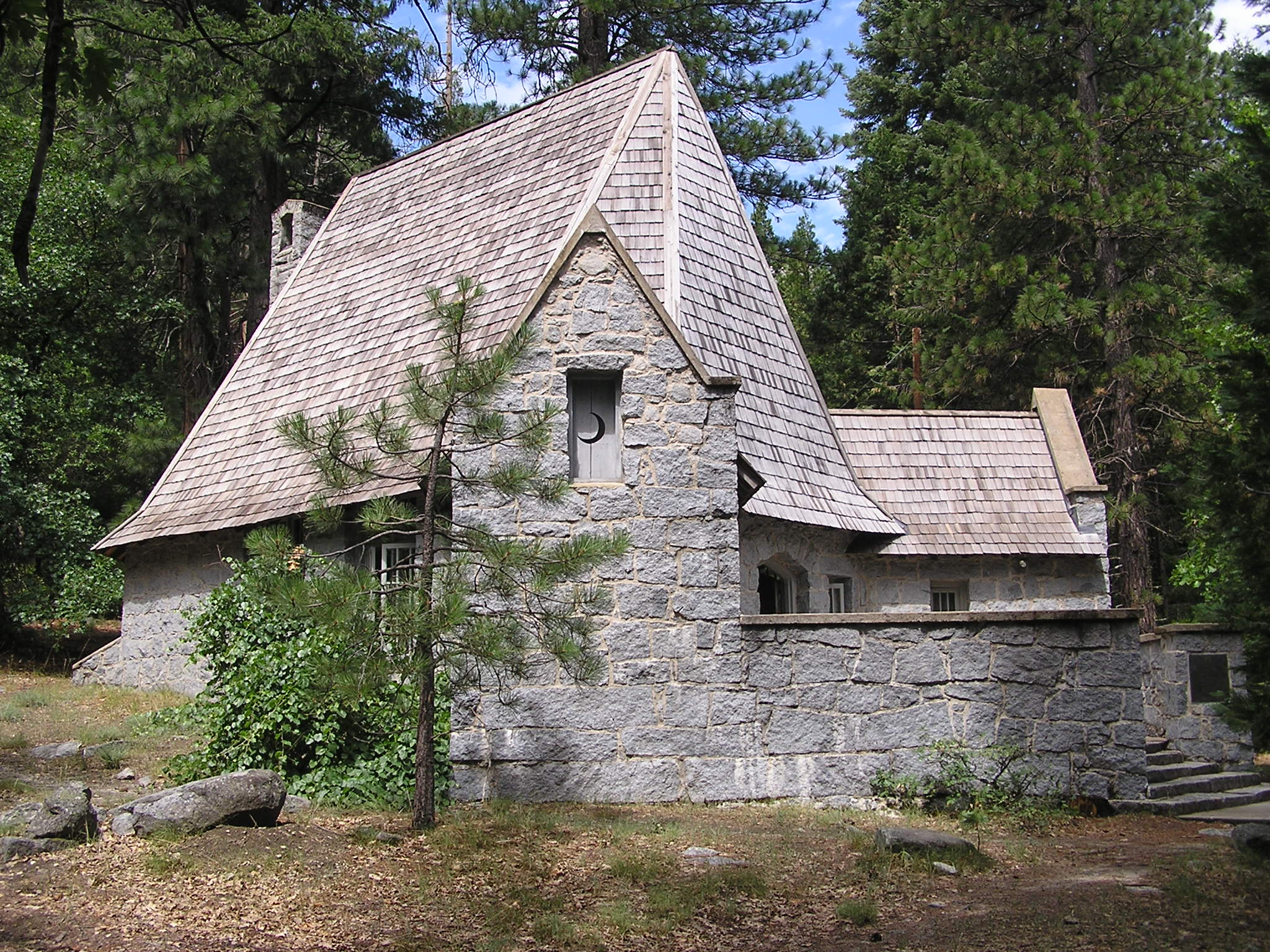
Im LeConte-Gedächtnishaus im Yosemite-Nationalpark übernahm Adams in den 1920er Jahren einen Posten als Hauswart. Fotografie aus dem Jahr 2006

Ansel Adams war erstmals 1916 zusammen mit seinen Eltern auf einer Urlaubsreise im Yosemite-Nationalpark. Während des Urlaubs schenkte ihm der Vater eine „Brownie“-Boxkamera von Kodak, Ansels erste eigene Kamera. Leidenschaftlich begann der 14-Jährige alles festzuhalten, was ihm vor die Linse kam. Der Junge war von dem Urlaub so begeistert, dass er auch in den folgenden Jahren die Sommermonate in dem Naturreservat verbrachte. 1919 trat Adams dem von John Muir begründeten Sierra Club bei. 1922 veröffentlichte Adams seinen ersten Artikel für das Sierra Club Bulletin. Im Jahr 1934 sollte er schließlich Mitglied im Direktorium des Clubs werden (bis 1971).
Bei einem Ausflug des Clubs nach Yosemite begegnete Adams im Sommer 1923 seinem Jugendfreund, dem Violinisten und späteren Fotografen Cedric Wright (1907–1950) wieder. Während einer mehrtägigen Exkursion durch den Park festigte sich die Freundschaft der beiden Naturliebhaber, und man tauschte sich über die Musik und das beiderseitig aufkeimende Interesse für die Fotografie aus. Wright befasste sich mit dem Piktorialismus und schuf bevorzugt Porträts, die in ihrer technischen Qualität den frühen Arbeiten Edward Westons ähnlich waren. Durch Wright wurde Adams unter anderem mit den künstlerisch gedruckten Büchern von Elbert Hubbard, dem Begründer der Roycroft-Bewegung, bekannt.
Die Freundschaft mit Wright, die Beziehung zum Sierra Club und die unzähligen Exkursionen im Yosemite-Park sollten in Adams eine tiefe lebenslange Faszination für die Wildnis und deren Schutz wecken. In späteren Jahren erinnerte sich Adams an diese Zeit als „die denkwürdigste Erfahrung in seinem Leben“ und betonte, wie das starke Erleben der Natur, die Kindheit am Meer und die jungen Jahre in der Sierra Nevada sein gesamtes Leben geprägt habe.
Im Lauf der Zeit begann Adams die Schnappschüsse, die er auf seinen Exkursionen im Yosemite machte, als ein „visuelles Tagebuch“ zu betrachten, und je mehr er fotografierte, desto mehr interessierte ihn das fotografische Verfahren, das dahinter steckte. Schließlich wollte er lernen, wie man die Bilder selbst zu Papier bringt. Um 1917 bot ihm ein Nachbar, der ein Fotolabor betrieb, einen Job als Laborhilfe an. Innerhalb kurzer Zeit erlernte Adams die Routine der Filmentwicklung. Schließlich perfektionierte er sein Hobby, und es gelang ihm, ausdrucksstarke Bilder zu schaffen.

### Monolith, The Face of Half Dome

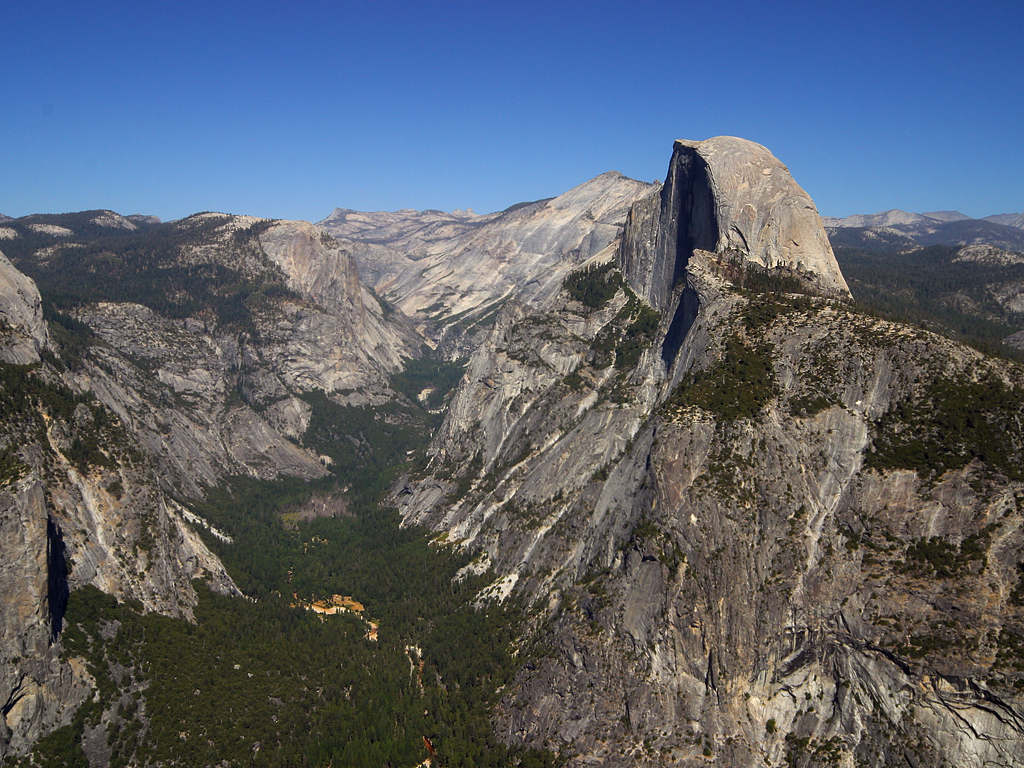
Der Half Dome.

Bis Mitte der 1920er Jahre sah sich Ansel Adams allenfalls als ambitionierter Amateurfotograf. Adams datierte einen Frühlingstag, den 17. April 1927 im Yosemite, der, wie er sagte, „sein Verständnis für das Medium Fotografie verändern sollte“. An diesem Tag brach Adams mit seinen Freunden Cedric Wright, Arnold Williams, Charlie Michael und seiner zukünftigen Frau Virginia Best zu einer Wanderung zum Diving Board auf, einem Felsvorsprung mit einem imposanten Blick auf den Half Dome. Adams schleppte im Rucksack eine 40 Pfund schwere Kamera-Ausrüstung mit sich, bestehend aus einer Korona-Studiokamera, mehreren Objektiven, Filtern, sechs Plattenhaltern mit zwölf Glasplatten und einem Holzstativ. Während des Aufstiegs fertigte Adams mehrere Aufnahmen an, von denen einige misslangen, eine Glasplatte wurde unbeabsichtigt belichtet, weil Adams vergessen hatte, das Kameraobjektiv vor der direkten Sonneneinstrahlung zu schützen. Schließlich hatte er nur noch zwei Platten übrig, um sie, wie er sagte, „mit dem großartigsten Anblick, den die Sierra bietet zu belichten – dem Face of Half Dome selbst“. Von dieser Exkursion brachte Adams eines seiner berühmtesten Bilder mit: Monolith, The Face of Half Dome.
1937 kam es zu einem Brand in Adams’ Fotolabor, wobei tausende seiner originalen Negative vernichtet oder beschädigt wurden. Er brauchte mit seinen Helfern mehrere Tage, um die geretteten Negative zu wässern und zu trocknen. Von einigen Fotografien, beispielsweise Monolith, The Face of Half Dome, die nur am Rand beschädigt wurde, gibt es Vergrößerungen vor und nach dem Feuer, wobei die neueren Vergrößerungen notwendigerweise einen kleineren Bildausschnitt zeigen, damit die beschädigten Bereiche nicht sichtbar werden. Adams bewahrte die Originalnegative in späteren Jahren in einem Panzerschrank auf.

### Albert Bender, Robinson Jeffers

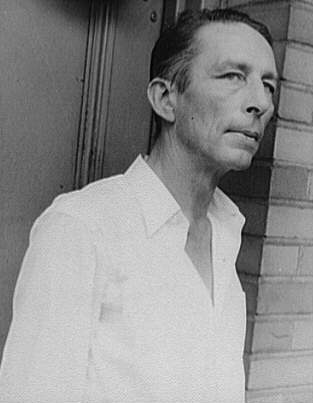
Robinson Jeffers 1937.
(Fotografie von Carl Van Vechten)

Im Frühjahr 1926 machte Cedric Wright seinen Freund Ansel mit dem Kunstsammler und Mäzen Albert Maurice Bender (1866–1941) bekannt. Der aus Irland stammende Bender hatte sein Vermögen als Versicherungsmakler gemacht und galt als Philanthrop, der einen großen Bekanntenkreis besaß und recht einflussreiche Beziehungen zu wichtigen Galeristen, Künstlern und Verlagen an der Westküste unterhielt. Sein besonderes Interesse galt der Druckkunst und seltenen Künstlerbüchern. Er interessierte sich für Adams’ Fotoarbeiten und entschied kurzerhand, zusammen mit dem jungen Fotografen ein Portfolio zu realisieren. Bender kümmerte sich um Verlag und Vertrieb. Nach Adams’ Vorstellung sollte das Portfolio schlicht Photographs betitelt werden, doch die Verlegerin Jean Chambers Moore hatte Vorbehalte gegen das Wort, und so einigte man sich auf das Kunstwort Parmelian Prints als Titel, mit dem Adams jedoch nicht sehr glücklich war. Als Adams das fertige Druckwerk schließlich in den Händen hielt, war seine Enttäuschung umso größer, da dem Titel die fehlerhafte Unterzeile „…of the High Sierras“ hinzugefügt worden war: denn „Sierra“ ist bereits Mehrzahl. Parmelian Prints of the High Sierras wurde 1927 mit einer Auflage zu 100 Portfolios plus 10 Künstlerkopien mit jeweils 18 Fotografien zum Verkaufspreis von 50 US-Dollar das Exemplar veröffentlicht.
Ansel Adams und Albert Bender wurden enge Freunde und unternahmen gemeinsam zahlreiche ausgedehnte Landpartien mit dem Auto. Durch Bender wurde Adams bald mit zahlreichen Kreativen der Bay Area bekannt, so lernte er unter anderem die Journalistin und Dichterin Ina Coolbrith kennen oder den zurückgezogen lebenden, dem Humanismus kritisch gegenüberstehenden Poeten und Naturphilosophen Robinson Jeffers, der in symbolbeladenen Gedichten eine Zukunft prognostizierte, in der die Natur sehr gut ohne den Menschen auskommen werde, was einer gewissen Grundstimmung von Adams recht nahekam. Jeffers’ zunehmend antihumanistische Radikalität und seine gesteigerte Verachtung für die menschliche Zivilisation sollte ihn in späteren Jahren häufig in die Kritik bringen.

### Heirat mit Virginia Best
Am 2. Januar 1928 heiratete Ansel Adams seine Jugendliebe Virginia Rose Best in Yosemite. Virginia war die 1904 geborene Tochter von Harry Best, einem ortsansässigen Landschaftsmaler, der Gemälde, Holzschnitzereien und Souvenirs in einem eigenen Studio mit Shop im Yosemite-Park verkaufte. Ansel hatte Virginia bereits 1921 in Harry Bests Studio kennengelernt. Beide verband die Leidenschaft zu Yosemite und zur Musik: Virginia wollte ursprünglich Sängerin werden. Virginia Best und Ansel Adams hatten über sechs Jahre lang eine wechselhafte Beziehung geführt. 1932 kam der gemeinsame Sohn Michael zur Welt, zwei Jahre später folgte die Tochter Anne. Als Virginias Vater Harry Best 1936 überraschend starb, übernahm sie dessen Ladenatelier in Yosemite.
In den ersten Jahren seiner Ehe schwankte Adams noch immer zwischen zwei Berufen: der Karriere als Konzertpianist und der des professionellen Fotografen. Spätestens Anfang der 1930er Jahre mit dem Beginn der großen Depression konnte sich Adams den Spagat weder finanziell noch gefühlsmäßig weiter erlauben. Um sich Klarheit über seinen weiteren Werdegang zu verschaffen, unternahm er in dieser Zeit mehrere Reisen nach New Mexico.

### New Mexico, Taos Pueblo

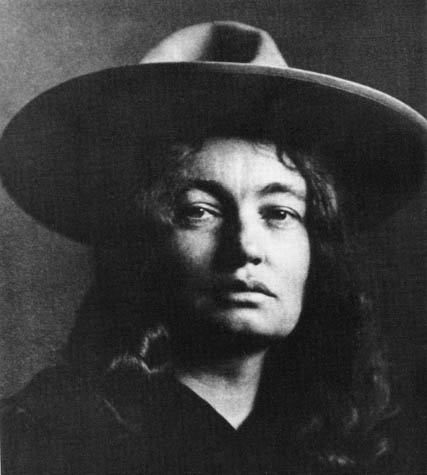
Mary Hunter Austin um 1900
(Fotografie von Charles Fletcher Lummis)

Eine Reise mit Albert Bender hatte Adams bereits 1927 nach Santa Fe in New Mexico geführt. Es war Adams erste Bekanntschaft mit der kargen Wüstenregion im Südwesten der Vereinigten Staaten. Er war stark beeindruckt von dem eigentümlichen Licht New Mexicos, der teilweise bizarren Landschaft und den gewaltigen Wolkenformationen. In Santa Fe trafen sie auf den Lyriker Witter Bynner und auf die Schriftstellerin Mary Hunter Austin, die sich insbesondere für die Belange der Indianer und der Frauen einsetzte. Während Adams’ erster Reise nach New Mexico 1927 entstanden nur wenige Fotos. In den beiden Folgejahren nahm der Fotograf eine Korona-Studiokamera mit und belichtete auf orthochromatischen Filmen.

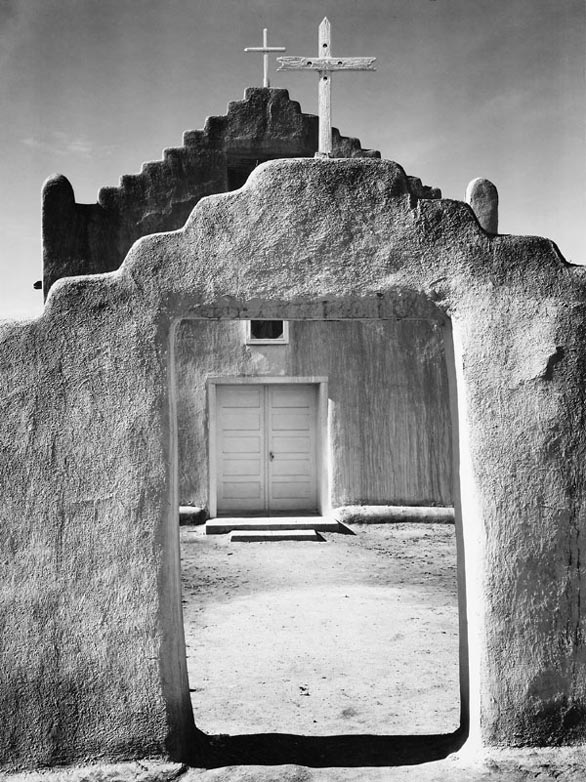
Ansel Adams: Kirche, Taos Pueblo, 1942

1929 machten Ansel Adams und Virginia in Begleitung der irischen Autorin und Theosophin Ella Young, einer Bekannten von Albert Bender, einen längeren Besuch in Santa Fe. Zu diesem Zeitpunkt spekulierte Adams erstmals ernsthaft damit, den Lebensunterhalt ausschließlich mit der Fotografie zu verdienen und sich eventuell im Norden von New Mexico niederzulassen. Ansel und Virginia waren einer Einladung von Mary Austin gefolgt, bei ihr zu wohnen. Man freundete sich rasch miteinander an, und bald entstand die Idee, ein gemeinsames Buch über ein Thema New Mexicos zu verfassen. Adams und Austin einigten sich in Rücksprache mit Albert Bender als Sponsor auf Taos Pueblo und nahmen Kontakt mit der Kunstmäzenin Mabel Dodge Luhan auf, die im nahegelegenen Taos ihre Künstlerkolonie Los Gallos begründet hatte. Die wohlhabende Luhan hatte bereits in Europa und New York einflussreiche Salons unterhalten, in denen sich die Intellektuellen und Kreativen ihrer Zeit versammelt hatten. Ihr Ehemann Tony, selbst ein Pueblo-Indianer, stellte den Kontakt zum Häuptling und Ältestenrat des Pueblos her. Taos Pueblo erschien 1930 in einer Erstauflage von 100 Büchern.

### Paul Strand, Anfänge als professioneller Fotograf
Als Adams ein weiteres Mal bei Mabel Dodge Luhan in Los Gallos zu Besuch war, machte er Bekanntschaft mit dem Fotografen Paul Strand und dessen Frau Becky sowie der Malerin und Fotografin Georgia O’Keeffe, dem Schriftsteller D. H. Lawrence und dem Architekten und Maler John Marin, die alle zu den Gästen der Kunstmäzenin zählten. Paul Strand interessierte sich sehr für Adams’ Taos-Buch, und so kamen die beiden Fotografen ins Gespräch. Strand zeigte Adams etwas umständlich seine Arbeiten, die er zu diesem Zeitpunkt nur als 4 × 5 inch Großformat-Negative im Pappkarton zur Hand hatte. Trotz fehlender Positivabzüge war Adams von Strands perfekt durchkomponierten Bildern fasziniert: 

„Es waren Negative voll leuchtender Schatten und starker Lichter, die subtile Tonwertabstufungen zeigten. Die Kompositionen waren von ungewöhnlicher Perfektion, die Randzonen frei von Störendem, die Bildelemente, die er sorgsam ausgewählt und als Form interpretiert hatte, wunderbar verteilt – alles einfach, doch von großer Kraft […]“

Die Begegnung mit Paul Strand gab Adams den entscheidenden Impuls: Plötzlich erkannte er die kreativen Möglichkeiten, die in dem Medium Fotografie stecken mochten. Mit dem Entschluss, die Karriere als Musiker endgültig aufzugeben und zukünftig als professioneller Fotograf zu arbeiten, kehrte Adams nach San Francisco zurück. In den Folgejahren pflegte Adams eine angeregte Brieffreundschaft mit Strand.

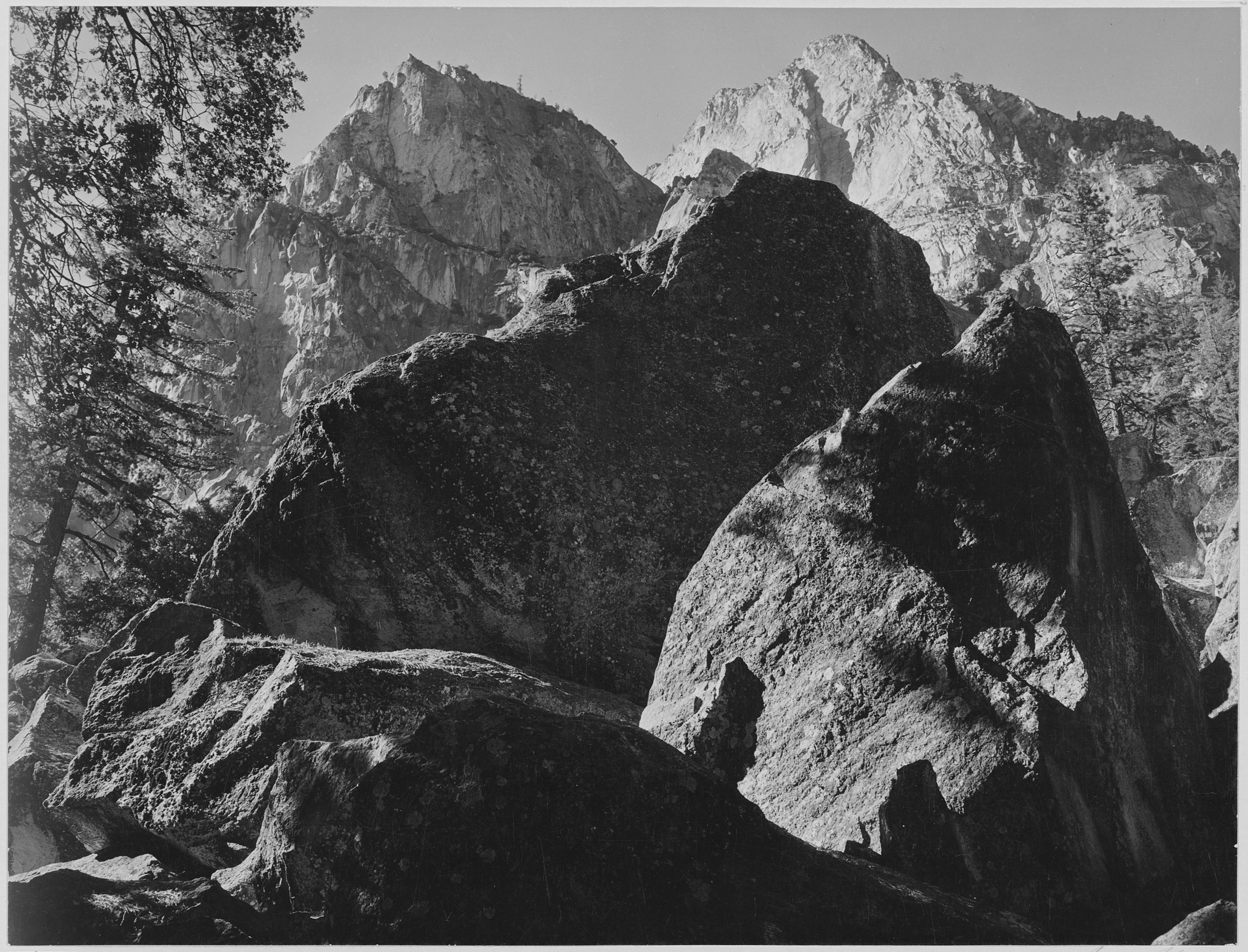
Ansel Adams: Grand Sentinel, Kings Canyon, ca. 1930

1930 errichtete Adams neben seinem Elternhaus ein Haus mit Studio und begann als kommerzieller Fotograf zu arbeiten. Unter dem steigenden Druck der Wirtschaftskrise fotografierte er in der Anfangszeit, wie er sagte, „einfach alles: vom Katalog bis zum Industriereport, von der Architektur bis zum Porträt.“ Obwohl er stets der künstlerischen Fotografie und seiner späteren Lehrtätigkeit den Vorzug gab, sollte Adams bis ins Alter auch als Auftragsfotograf erfolgreich bleiben und Fotoreportagen beispielsweise für Fortune oder das Life-Magazin machen oder Werbefotografien unter anderem für AT&T, Kodak oder Nissan anfertigen. Viele seiner späteren Auftragsarbeiten für zahlende Kunden entstanden in Farbe.

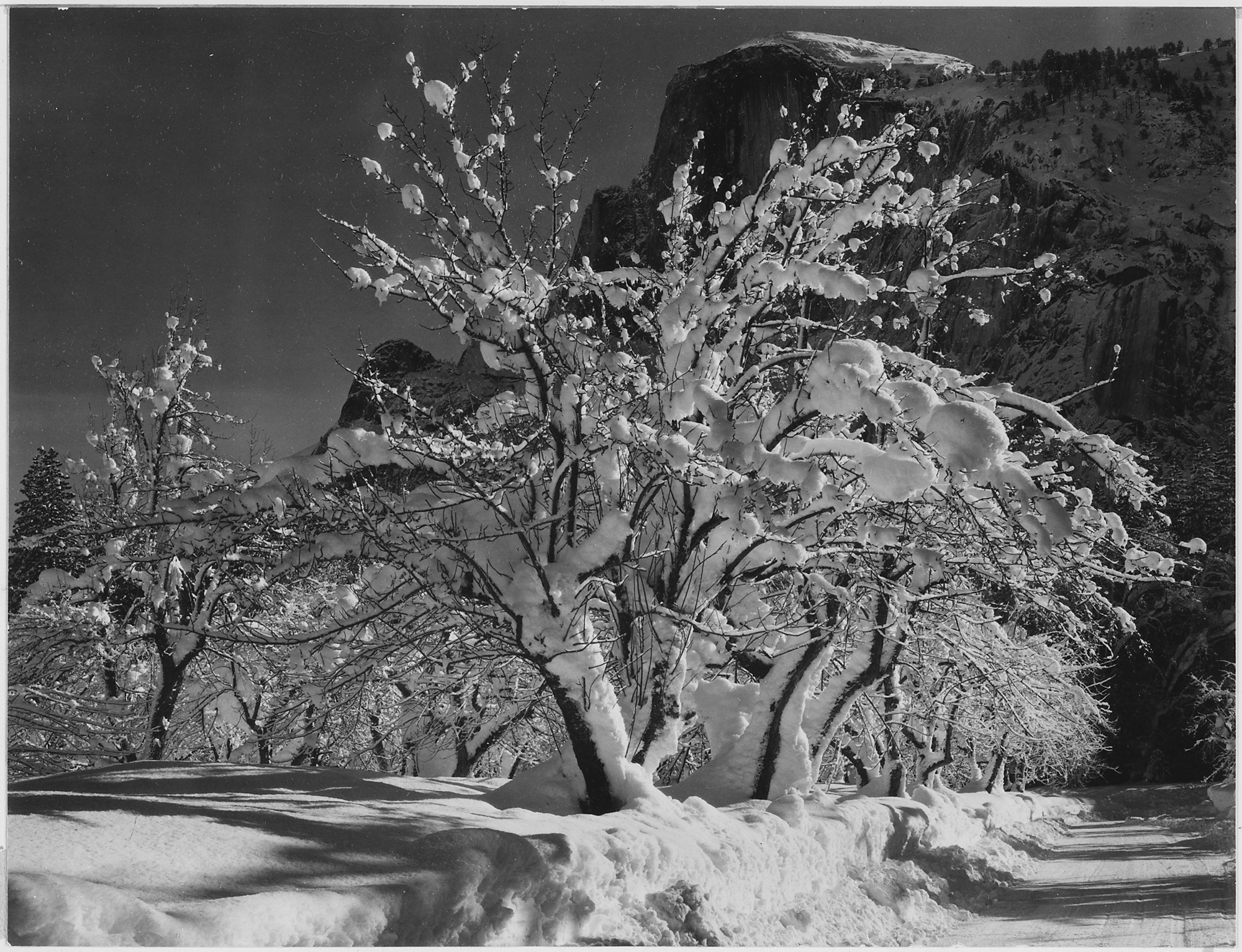
Für das Ahwahnee Hotel in Yosemite fotografierte Adams vornehmlich Wintermotive. Ansel Adams: Half Dome, Apple Orchard, Yosemite, 1931

Bereits 1929 hatte ihn die Yosemite Park and Curry Company (YPCCO), die die Konzessionsbetriebe des Parks leitete, engagiert, die Öffentlichkeitsarbeit für Yosemite zu übernehmen und vornehmlich Aufnahmen der Wintersport-Möglichkeiten zu fotografieren, um Touristen anzulocken. Für viele Jahre wurde die YPCCO Adams wichtigster Auftraggeber. Seine Fotografenkollegin Imogen Cunningham, die er ungefähr zu dieser Zeit, Ende der 1920er Jahre, über Albert Bender kennengelernt hatte und mit der er zeitlebens befreundet war, sah seine kommerziellen Arbeiten stets mit gemischten Gefühlen und kritisierte ihn manchmal humorvoll mit den Worten „Adams, du hast dich wieder verkauft.“ Cunningham stand anfangs unter dem Einfluss des Piktorialismus, wandte sich aber Mitte der 1920er Jahre ebenfalls der straight photography zu.
In künstlerischer Hinsicht schätzte Adams die damals weit verbreitete piktorialistische Fotografie nicht besonders. Der Stil erschien ihm als zu manieriert, und bislang hatte er nur wenige Fotografien gesehen, die er als kunstvoll empfand, überdies war sein Wissen um die Geschichte der Fotografie und Fotografen bis dahin äußerst gering. Spätestens seit seiner Begegnung mit Paul Strand in New Mexico hatte Adams damit begonnen zu experimentieren; er probierte neue fotografische Richtungen aus und arbeitete nun mit unstrukturierten, glatten Fotopapieren mit glänzender Oberfläche, wie es auch seine Vorbilder Strand und Edward Weston taten. Schließlich bekam er ein feineres Gefühl für das Licht und die Tonwertabstufungen in den Abzügen. Er notierte: „Ich fühlte mich befreit: Ein gutes Negativ konnte ich durch die Visualisierung schaffen und jetzt auch zuverlässig als feines Bild auf glänzendem Papier umsetzen.“

### Gruppe f/64
An einem Abend im Jahr 1932 trafen sich Ansel Adams und die Fotografen Imogen Cunningham, John Paul Edwards, Sonya Noskowiak, Henry Swift und Edward Weston bei dem Fotografen, Filmemacher und Berkeley-Studenten Willard Van Dyke, um sich über den Gedanken der „straight photography“, der „reinen Fotografie“, auszutauschen. Obwohl die Arbeiten der Beteiligten teilweise sehr unterschiedlich waren, einigten sie sich darauf, ein gemeinsames Ziel zu verfolgen und einen neuen Weg der kreativen Fotografie, die sich deutlich vom tradierten Piktorialismus abheben sollte, zu definieren. Bei einem weiteren Treffen diskutierte man über einen Namen für die Gruppe. Der anwesende junge Fotograf Preston Holder, ein Studienkollege von Willard Van Dyke, machte den Vorschlag „US 256“, der veralteten Systembezeichnung für die sehr kleine Blendenzahl 64, die eine große Schärfentiefe bedeutete. Doch weil die Verwechslung mit einer US-Autobahn nahelag, einigte man sich auf „f/64“, entsprechend der neuen Bezeichnung für US256.
„Gruppe f/64“ sollte zum Schlagwort für eine direkte, geradlinige Fotografie als eigenständige Kunstform werden und nicht die Imitation einer anderen Kunstform. Die Mitglieder nahmen sich zum Ziel, dies möglichst bald in einem „visuellen Manifest“ darzulegen und konzipierten eine Ausstellung. Die etablierten Galeristen zeigten sich anfangs wenig begeistert, und die lokale Kunstszene von San Francisco reagierte eher ablehnend auf die Vorstellung, dass Fotografie Kunst sein sollte. Lediglich Lloyd Rollins, der Direktor des De Young Museums in San Francisco, zeigte sich aufgeschlossen und willigte nach einer Begutachtung der fotografischen Arbeiten ein. Für Ansel Adams war es die dritte größere Ausstellung in einem Kunstmuseum. Bereits 1931 hatte er eine Einzelausstellung an der Smithsonian Institution in Washington D.C. gehabt und im selben Jahr im de Young ausgestellt. Zu der Ausstellung luden die sieben Gründungsmitglieder der Gruppe f/64, Adams, Cunningham, Edwards, Noskowiak, Swift, Weston und van Dyke, noch vier weitere Fotografen ein, die ein ähnliches Konzept in ihren Fotografien verfolgten: Preston Holder, Consuela Kanaga, Alma Lavenson und Brett Weston, den Sohn von Edward Weston.
Die Ausstellung lief vom 15. November bis zum 31. Dezember 1932. Gezeigt wurden 80 Fotografien, die käuflich zu erwerben waren: Edward Weston verlangte fünfzehn Dollar pro Bild, die anderen Teilnehmer zehn. Während der Ausstellung verteilte die Gruppe ein gemeinsam verfasstes Manifest. Sowohl Ausstellung wie Manifest erregten Aufsehen und führten zu heftigen Diskussionen, die, so Adams, „größtenteils negativer Prägung waren.“ Vornehmlich Künstler und Galeristen führten schriftliche Beschwerde gegen das Museum, das es wagte, in einem öffentlichen Raum Fotografie als Kunstform zu zeigen. Letztlich stellten sich das Kuratorium und Museumsdirektor Rollins auf die Seite der Fotografen. Federführend in der Kritik waren die Piktorialisten, allen voran William Mortensen, ein der malerischen Tradition verhafteter Fotograf aus Los Angeles, der sich nach Adams’ Meinung despektierlich in Fachzeitschriften über die Gruppe f/64 ausließ. Mit Mortensen lieferte sich Adams noch einige Zeit nach der Ausstellung einen kontroversen Briefwechsel.
Die Gruppe f/64 machte nur noch eine weitere Ausstellung. Nachdem Willard Van Dyke, der Initiator der Gruppe, nach New York gezogen war und auch die anderen Mitglieder eigene Ziele verfolgten, traf man sich nur selten; schließlich löste sich die Gruppe formlos auf. Als „Nachlassverwaltung“ der Gruppe eröffnete Adams 1933 eine kleine Galerie in San Francisco, die Ansel Adams Gallery, die unter dem nachhaltigen Eindruck eines Besuches bei Alfred Stieglitz stand und die nach dem Vorbild von Stieglitz’ Galerien in New York gestaltet war. Kommerziell orientiert präsentierte Adams neben den Bildern der ersten Gruppe-f/64-Ausstellung auch Gemälde, Skulpturen und Drucke verschiedener Künstler.

### Alfred Stieglitz

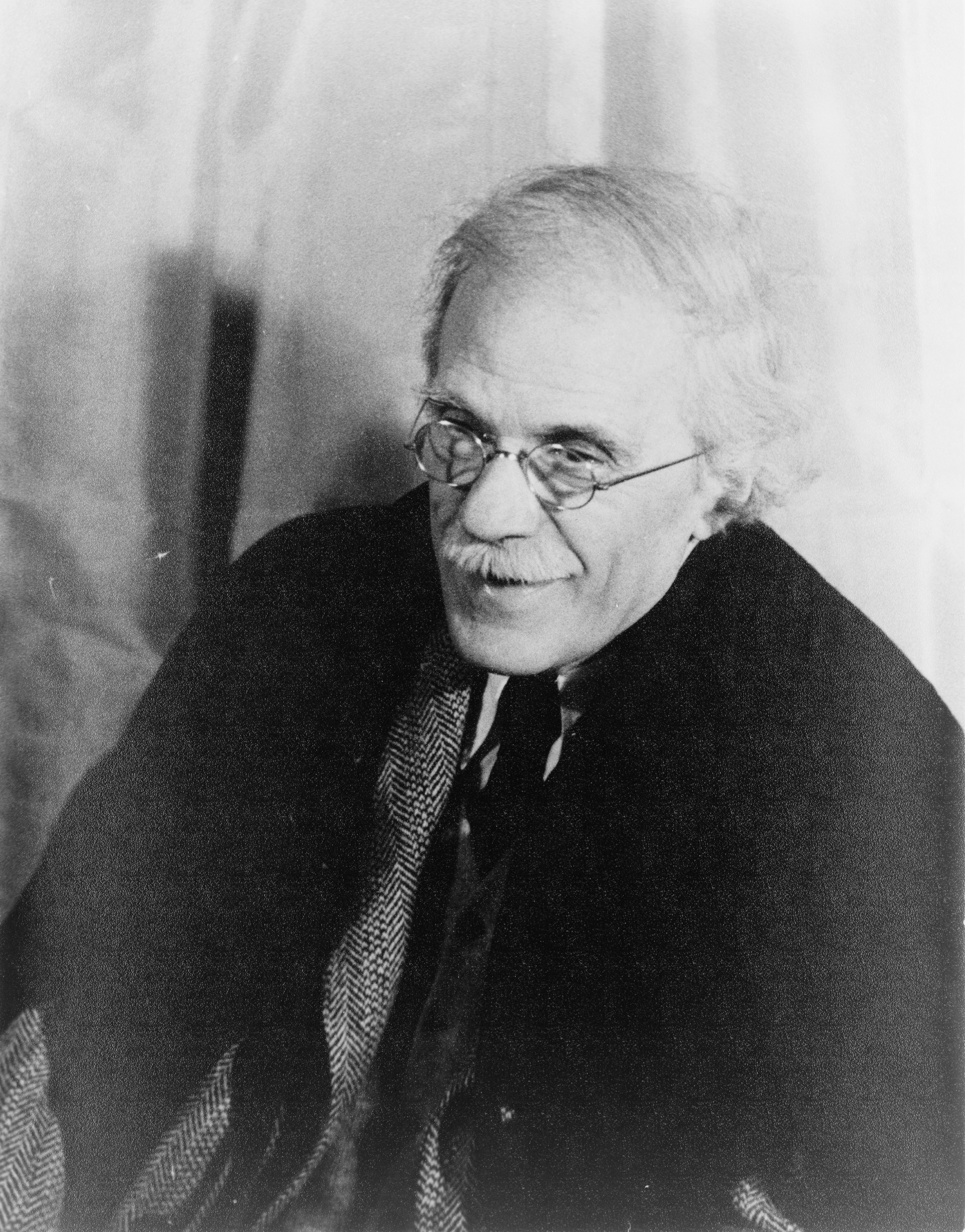
Alfred Stieglitz, 1935
(Fotografie von Carl Van Vechten)

Im März 1933 unternahm Ansel Adams in Begleitung seiner Frau Virginia eine ausgedehnte Reise an die Ostküste, die über Chicago und Detroit mit dortigen Museumsbesuchen auch nach Rochester führte, wo Adams die Fabrik von Eastman Kodak besichtigte. Ziel der Reise war New York, wo die Adams am 28. März eintrafen. Neben Theater- und Museumsbesuchen beabsichtigte Ansel, mit Fotografien im Gepäck, unbedingt Alfred Stieglitz zu treffen, den seinerzeit einflussreichsten Galeristen und Mentor der Fotografie in den Vereinigten Staaten, um ihm seine Bilder zu zeigen.
Bei seiner ersten Begegnung mit Alfred Stieglitz in dessen Galerie An American Place in der Madison Avenue empfand Adams den New Yorker Fotografen als kühl und abweisend, doch schließlich betrachtete Stieglitz Adams’ Arbeiten mit Wohlwollen. Mit Stieglitz’ Absegnung wurde Adams bei der einflussreichen New Yorker Galeristin Alma Reed vorstellig, die mit den Delphic Studios eine der wenigen renommierten Kunstgalerien betrieb, die auch Fotografien zeigten. Im November 1933 eröffnete schließlich eine Verkaufsausstellung mit 50 Fotografien von Adams in den Delphic Studios, die zwar in den Zeiten der großen Depression kein finanzieller Erfolg wurde, aber von einer überraschend guten Kritik in der New York Times begleitet wurde.
Adams besuchte Alfred Stieglitz von diesem Zeitpunkt an einmal im Jahr in New York, um sich mit ihm auszutauschen und neue Bilder zu zeigen. Erst im Januar 1936 erklärte sich Stieglitz bereit, eine Ausstellung mit Adams zu machen; die Bilder wurden im November 1936 in einer erfolgreichen Schau im An American Place gezeigt. Erfreut schrieb Adams an seine Frau Virginia: „Die Schau bei Stieglitz ist ungewöhnlich – nicht nur, daß die Bilder stilvoll aufeinander abgestimmt und gehängt sind. Ihre Beziehung zum Raum und die Beziehung zu Stieglitz sind Dinge, die nur einmal im Leben geschehen.“

### Die Newhalls und das MoMA
1939 traf Adams in New York mit dem Kunsthistoriker Beaumont Newhall und dessen Frau Nancy zusammen, mit denen Adams bereits seit seinem 1935 erschienenen Buch Making a Photograph, in Briefkontakt gestanden hatte. Beaumont Newhall war zu diesem Zeitpunkt Bibliothekar am Museum of Modern Art (MoMA), er hatte ein starkes Interesse an der Fotografie als Kunstform und schrieb zahlreiche Essays und Kritiken zu dem Thema. Aus den Briefwechseln erwuchs schließlich eine lebenslange Freundschaft. Gemeinsam mit Nancy Newhall veröffentlichte Adams in späteren Jahren einige Bücher.

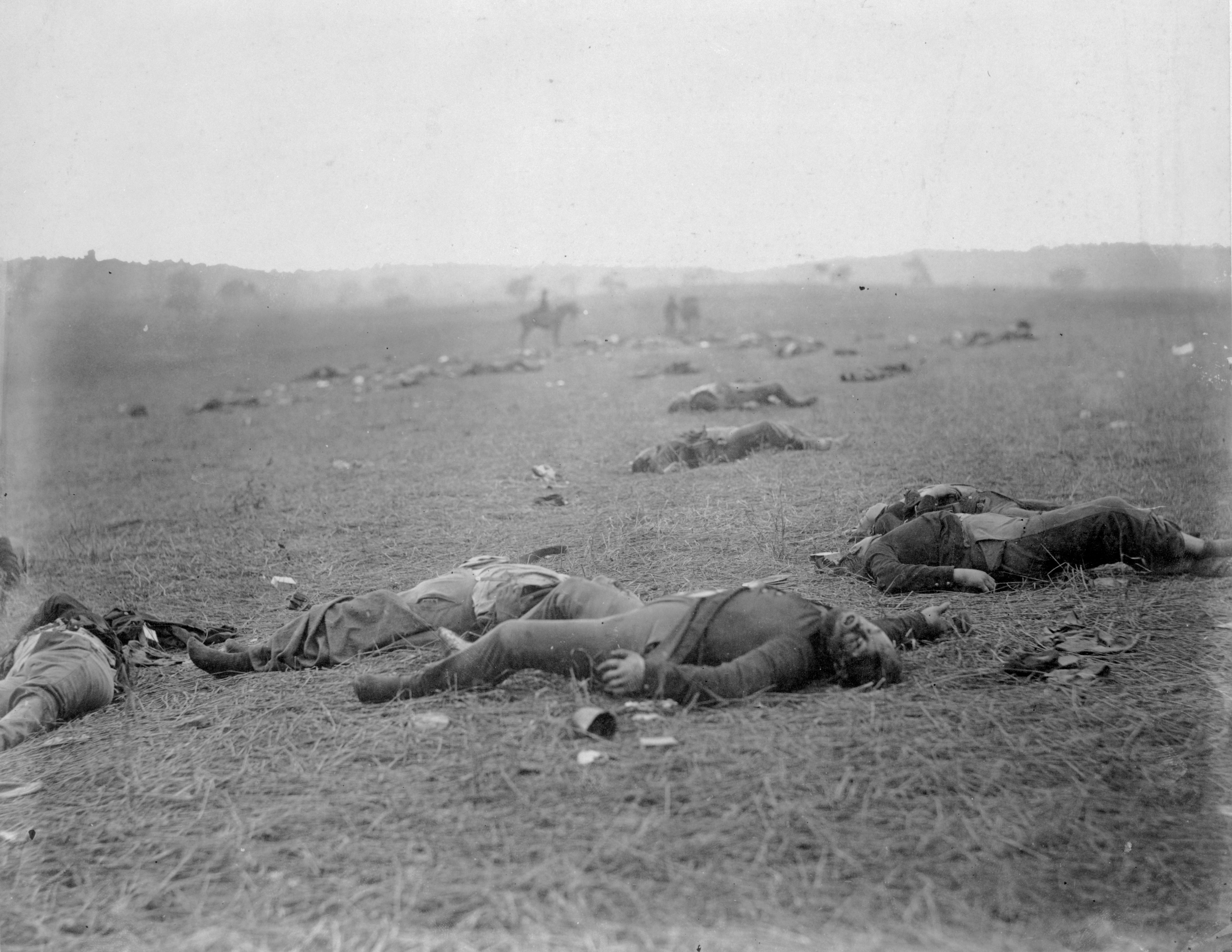
Die von Adams 1940 kuratierte Ausstellung A Pageant of Photography im MoMA zeigte unter anderem Timothy H. O’Sullivans Aufnahmen vom Sezessionskrieg

1940 wurde Adams Kurator einer größeren Bilderschau in San Francisco, die unter dem Titel A Pageant of Photography im Rahmen der Golden-Gate-Ausstellung einen Querschnitt durch die Geschichte und Entwicklung der Fotografie zeigen sollte. Das Spektrum reichte von den Anfängen der Fotografie mit Timothy H. O’Sullivans Aufnahmen vom Bürgerkrieg bis zu Man Rays Rayographien. Der begleitende Ausstellungskatalog war umfangreich und enthielt Essays von Beaumont Newhall, Dorothea Lange, László Moholy-Nagy, Nicholas Ulrich Mayall vom Lick-Observatorium, Grace Morley der Direktorin des San Francisco Museum of Modern Art und Paul Outerbridge.
Auch Beaumont Newhall war mit seiner Frau extra aus New York an die Westküste gekommen. Adams’ Fotoausstellung im Palast der schönen Künste inspirierte die Newhalls, die fotografische Abteilung des MoMA umfangreich aufzubauen. Nach der Rückkehr konnten sie den unzugänglichen Alfred Stieglitz von dieser Idee überzeugen. Adams gelang es seinerseits, den Fotografen Arnold Genthe für die noch im selben Jahr im MoMA geplante Eröffnungsausstellung zu gewinnen. Sowohl Stieglitz’ wie auch Genthes Beiträge galten als unverzichtbar, zählten doch beide zu den Pionieren der künstlerischen Fotografie in den USA.
Am 31. Dezember 1940 eröffnete unter dem Titel Sixty Photographs die erste Ausstellung der neuen fotografischen Abteilung am MoMA. Die Schau war umfangreich und dokumentierte die gesamte kreative Fotografie von ihren Anfängen bis in die Gegenwart. Gezeigt wurden Arbeiten von Berenice Abbott, Ansel Adams, Eugène Atget, Ruth Bernhard, Mathew B. Brady, Henri Cartier-Bresson, Harold E. Edgerton, Peter Henry Emerson, Walker Evans, Arnold Genthe, David Octavius Hill und Robert Adamson, Dorothea Lange, Henri Le Secq, Helen Levitt, Lisette Model, Moholy-Nagy, Dorothy Norman, T. H. O’Sullivan, Eliot Porter, Man Ray, Henwar Rodakiewicz, Charles Sheeler, Edward Steichen, Alfred Stieglitz, Paul Strand, Luke Swank, Brett Weston, Edward Weston und Clarence White sowie unbekannte Pressefotografen.

### Edward Steichen

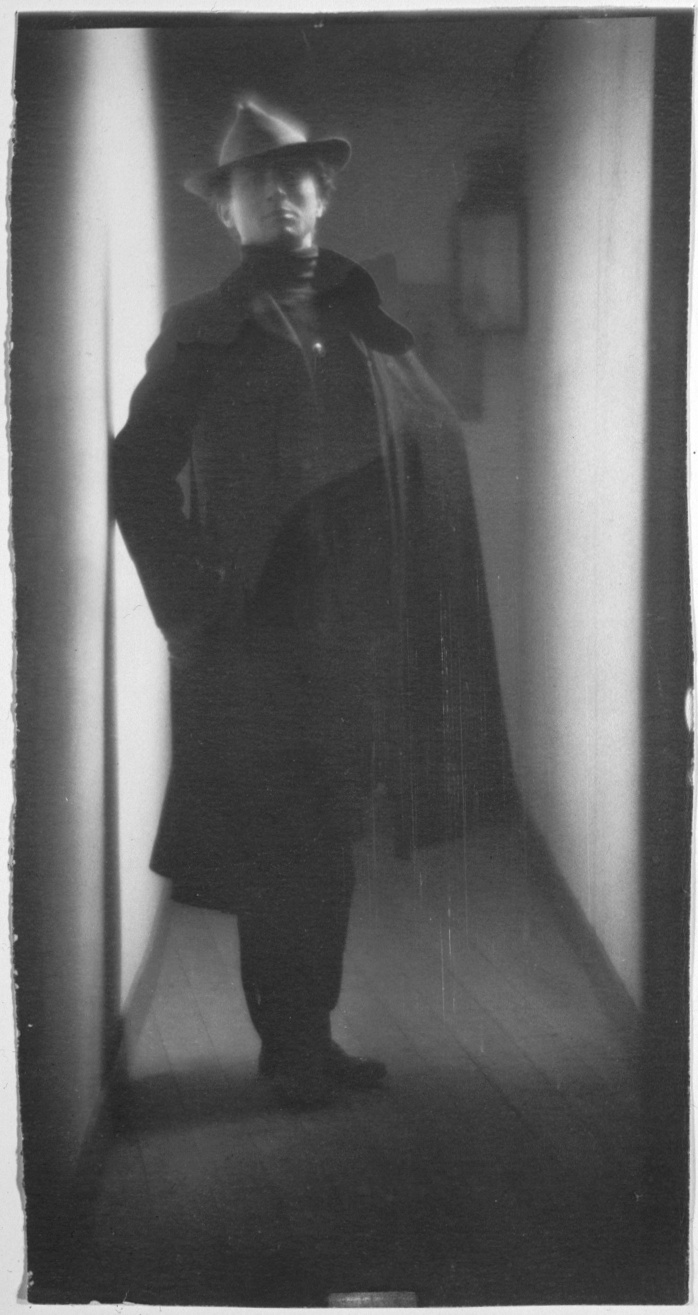
Für Edward Steichen empfand Ansel Adams Abneigung.
(Porträt von Fred Holland Day, 1901)

Mit Ausbruch des Zweiten Weltkriegs meldete sich Beaumont Newhall zur Luftaufklärung nach Europa, und seine Frau Nancy und Ansel Adams übernahmen kurzfristig das Kuratorium für die Fotoabteilung des MoMA. Adams fungierte als Vizepräsident des fotografischen Komitees. Im Verlauf des Krieges übernahm Edward Steichen, der von der US-Marine mit der fotografischen Dokumentation des Pazifikkriegs beauftragt worden war, die Führung im MoMA. Adams hegte seit seiner ersten Begegnung mit Steichen eine ausgeprägte Antipathie für den Fotografen, zumal dieser kriegspropagandistische Ausstellungen konzipierte. Nach Adams’ Ansicht überschritten diese den Aufgabenbereich eines Kunstmuseums. Schließlich kam es zu Diskrepanzen, in deren Folge sowohl die Newhalls als auch Adams von ihren Posten zurücktraten. Steichen trat 1947 das Amt als neuer Direktor der fotografischen Abteilung des MoMA an, die er bis 1962 leitete. Sein Nachfolger wurde John Szarkowski, der in den 1970er Jahren eine große Wanderausstellung mit Adams’ Arbeiten kuratieren sollte.
Im Jahr 1954 kamen Adams und Steichen noch einmal miteinander in Kontakt, als Steichen seine Ausstellung The Family of Man (1955) zusammenstellte und von Adams Negative erbat. Adams schickte Steichen die Bilder Mount Williamson, Sierra Nevada und From Manzanar, California als Duplikate zu und bat darum, die Abzüge herstellen zu dürfen. Steichen lehnte ab und ließ Adams’ Arbeiten, wie dieser kritisierte, „unverhältnismäßig vergrößern“. Adams bemerkte später: „Als ich das fertige Wandbild sah, wurde mir schlecht. Er hatte Mount Williamson, eines meiner stärksten Bilder, zu einer Wandtapete degradiert. […] Ich verlor auf Jahre das Interesse am MoMA.“

### Moonrise, Hernandez, New Mexico
Im Frühjahr 1941 erhielt Adams ein Schreiben des damaligen Innenministers Harold L. Ickes mit der Bitte, die Nationalparks in den Vereinigten Staaten zu fotografieren, um davon Wandbilder für das Ministerium zu erstellen; etwa zur gleichen Zeit beauftragte ihn die U.S. Potash Company in Carlsbad, New Mexico die Kali-Minen in der Nähe von Carlsbad zu fotografieren. Zu diesem Zweck reiste Adams in Begleitung seines achtjährigen Sohnes Michael und seines langjährigen Freundes Cedric Wright in das nördliche New Mexico, um verschiedene Landschaftsaufnahmen zu machen. In der Nähe des Dorfes Hernandez bot sich den Reisenden ein außergewöhnlicher Anblick, als der Mond plötzlich über den schneebedeckten Bergspitzen aufstieg, während im Westen die spätnachmittägliche Sonne einige Kreuze an einem Kirchhof weiß aufblitzen ließ. Im Wissen darum, dass sich solch ein Motiv nie wiederholen würde, hielt Adams den Wagen an, um eiligst seine sperrige Plattenkamera auszuladen und aufzubauen. Ihm gelang nur eine einzige Aufnahme, beim zweiten Negativ war die Sonne bereits hinter einer Wolkenbank verschwunden und „der magische Augenblick war für immer vorüber“, wie er sich erinnerte. Moonrise, Hernandez, New Mexico sollte Ansel Adams bekannteste Fotografie werden. Noch Jahre später bekam der Fotograf Zuschriften, in denen er gefragt wurde, ob es sich um eine Doppelbelichtung handele, was er jedoch stets verneinte.
Unglücklicherweise vergaß Adams in seiner Aufregung, das Bild zu datieren, weshalb sich Biografen und Fotohistoriker lange Zeit darüber stritten, wann das genaue Entstehungsdatum des legendären Fotos gewesen sein mochte. Beaumont Newhall gelang es in den 1980er Jahren mit Hilfe des befreundeten Astronomen David Elmore, das Datum der seltenen Sonnen-Mond-Konstellation mit Hilfe von Azimut-Tabellen und Landkarten an einem Computer zurückzurechnen, demzufolge sollte Moonrise am 31. Oktober 1941 zwischen 16.00 und 16:05 Uhr Ortszeit aufgenommen worden sein. Jüngste Nachforschungen datieren das Entstehungsdatum jedoch auf den 1. November 1941, 16:49 Uhr MST.

### Nationalparks

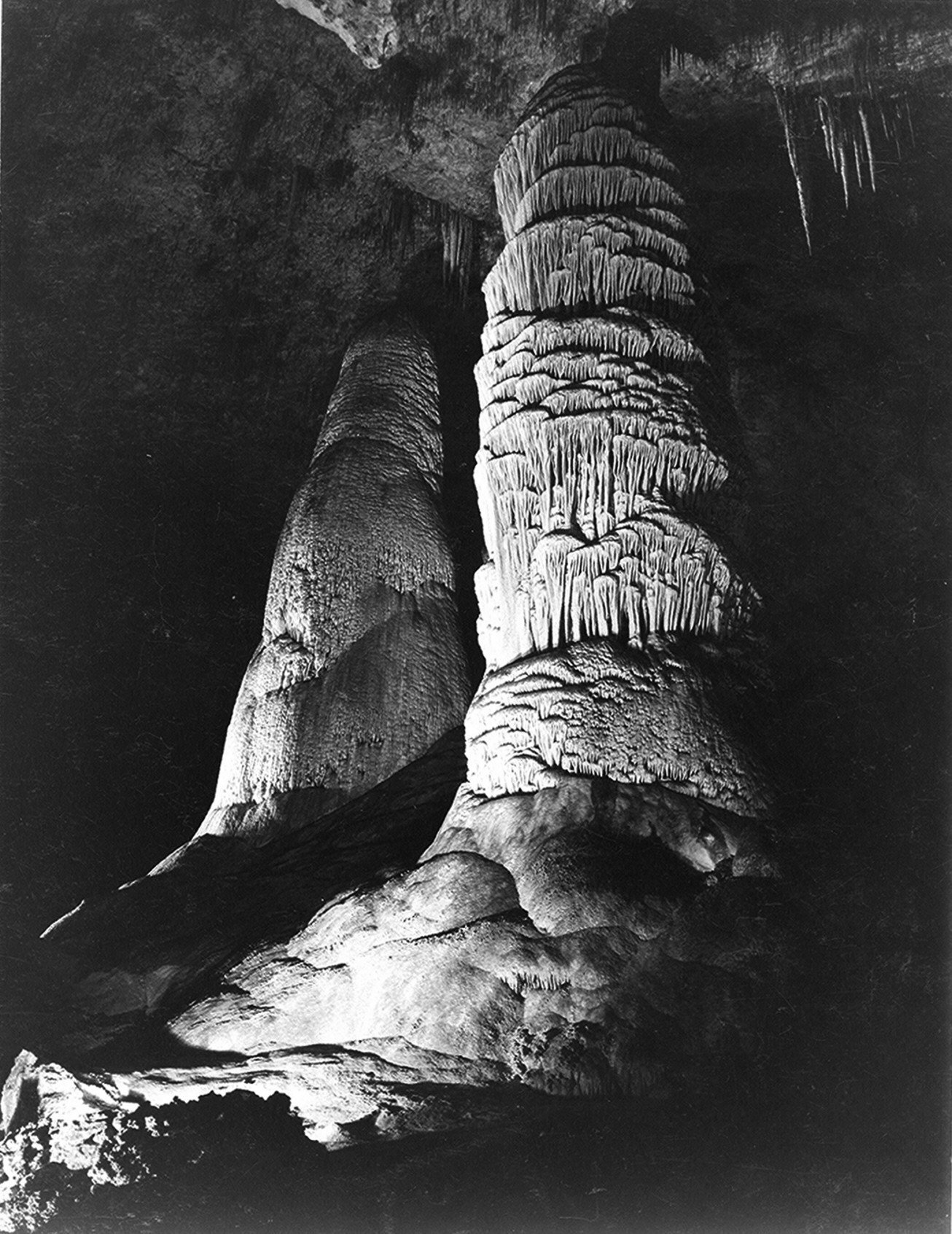
Ansel Adams: Carlsbad Caverns, 1941/42

Nachdem Adams die Kali-Minen der U.S. Potash Company fotografiert hatte, reiste er weiter in den Carlsbad-Caverns-Nationalpark, um mit den Fotografien für das US-Innenministerium zu beginnen. Während der Reise entstanden Aufnahmen von den Felssiedlungen der Anasazi im Mesa-Verde-Nationalpark oder von den Adobe-Pueblos der Acoma, außerdem empfand Adams auf seine Weise die historischen Fotografien von Timothy H. O’Sullivan nach, die dieser bereits 1873 im Canyon de Chelly angefertigt hatte.
Im Sommer 1942 setzte der Fotograf seine ausgedehnte Fotoexkursion für die Regierung durch diverse Nationalparks fort: Er fotografierte die Geysire des Yellowstone-Nationalparks und machte unter anderem Station im Rocky-Mountain-Nationalpark im Glacier-Nationalpark und schließlich im Mount McKinley National Park (heute Denali-Nationalpark). Zu Adams’ Missfallen wurde das Wandbildprojekt im Juli 1942 unter dem Druck des Zweiten Weltkriegs eingestellt und nach dem Krieg nicht wieder aufgenommen.
Nach Kriegsende bewarb sich Adams bei der John-Simon-Guggenheim-Stiftung um ein Fellowship (Stipendium), damit er seine Arbeit in den Nationalparks für ein eigenes Buchprojekt fortsetzen konnte. Adams erhielt das Guggenheim-Stipendium zweimal: 1946 und 1948. Das Stipendium ermöglichte ihm unter anderem eine Flugreise in das südliche Alaska, wo er zusammen mit einer Geologengruppe Aufnahmen der Eisfelder rund um die Glacier Bay im Glacier-Bay-Nationalpark anfertigte. Aus dem gesamten Nationalpark-Material extrahierte er das Portfolio The National Parks and Monuments und den Fotoband My Camera in the National Parks, der 1950 veröffentlicht wurden.

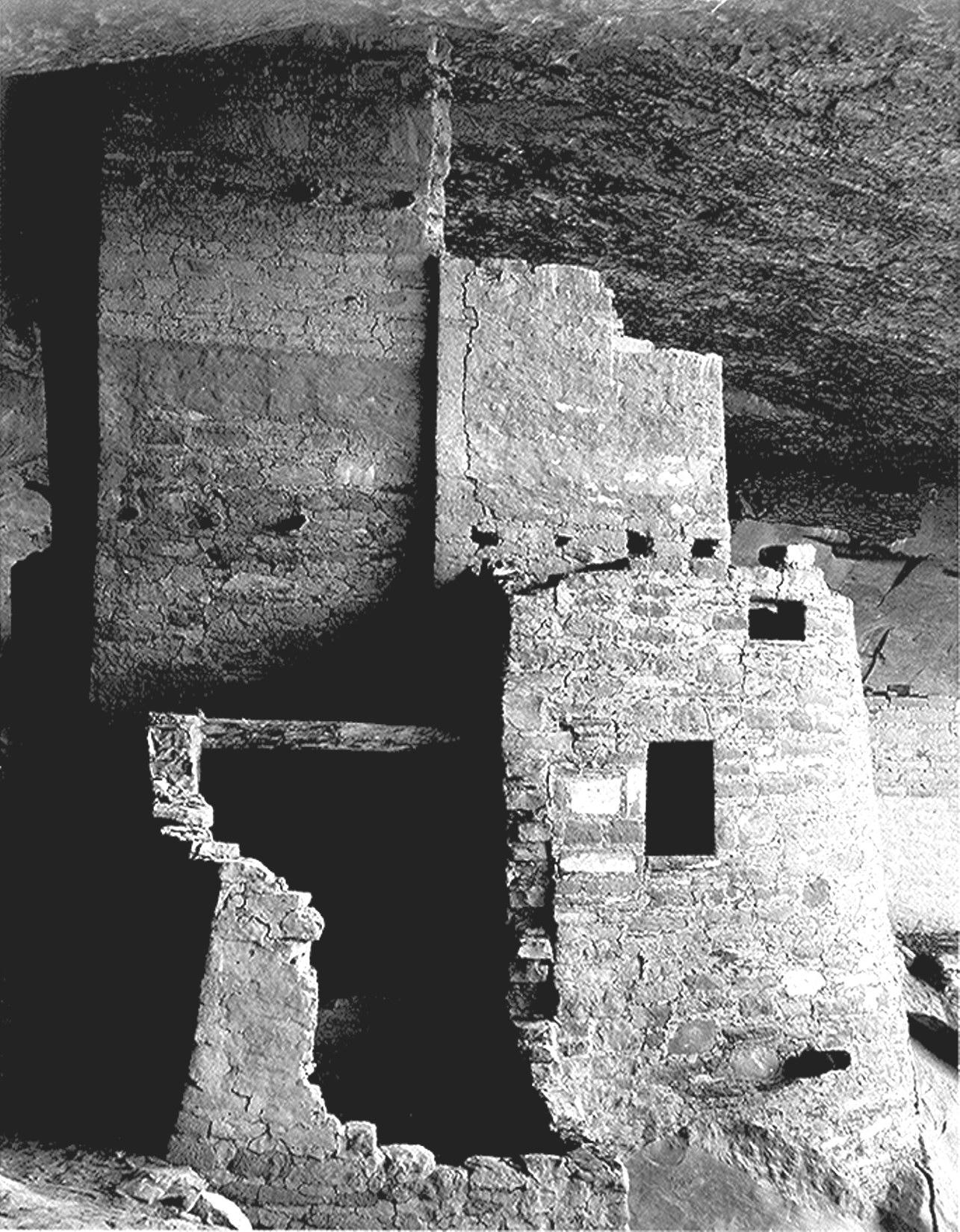
Cliff Palace, Mesa-Verde-Nationalpark, 1941
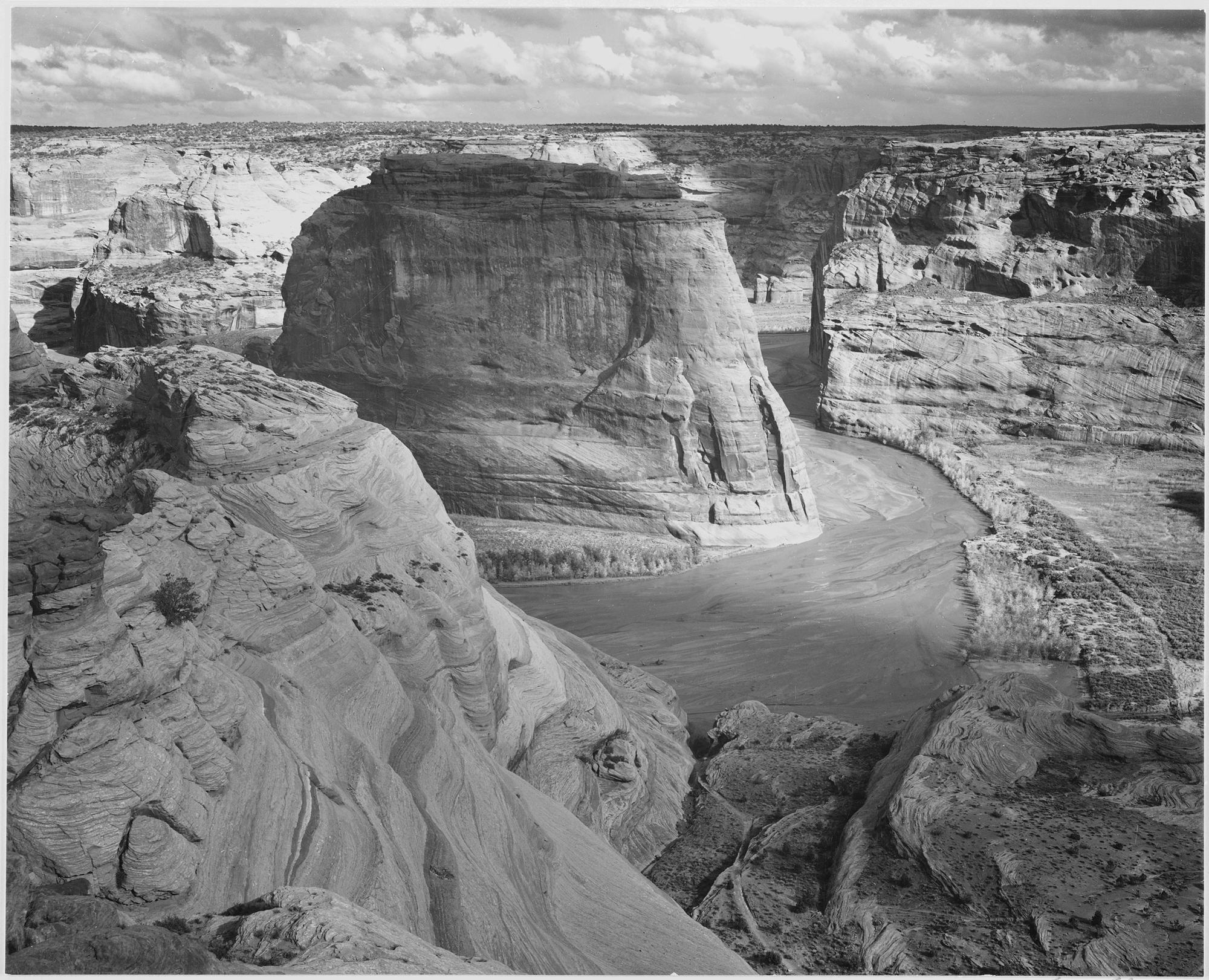
Canyon de Chelly, 1941
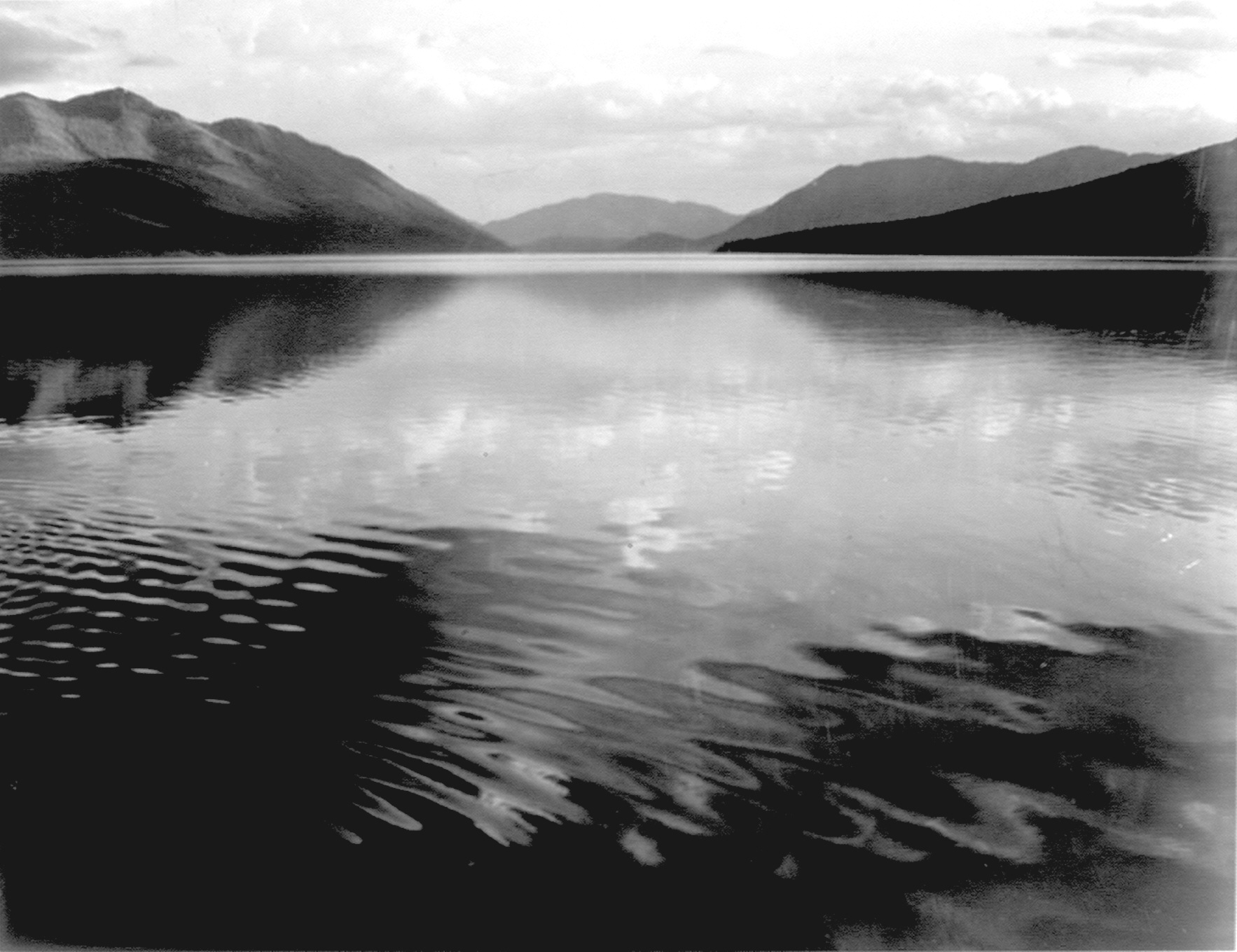
McDonald Lake, Glacier-Nationalpark, 1941
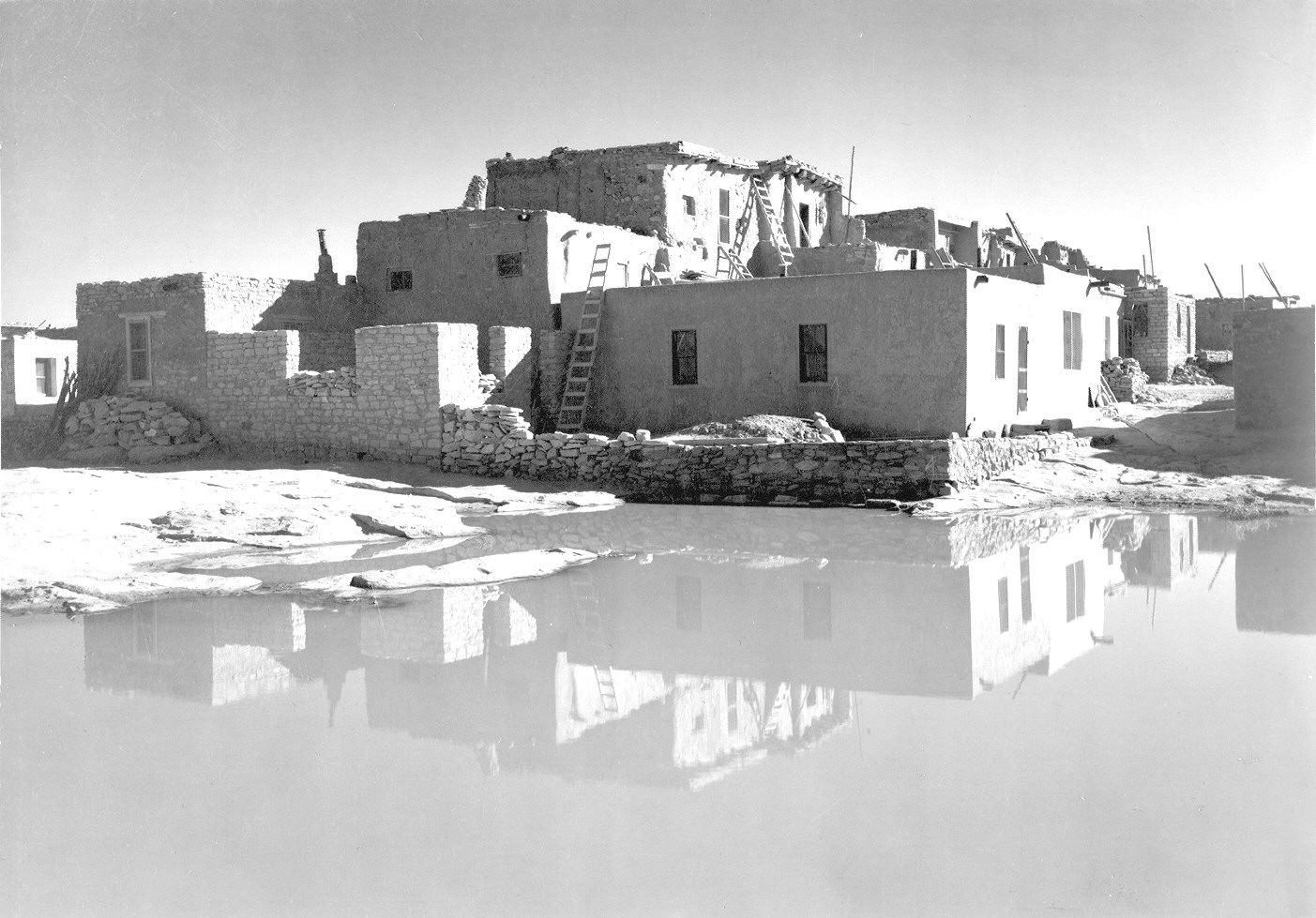
Acoma Pueblo, 1941/42
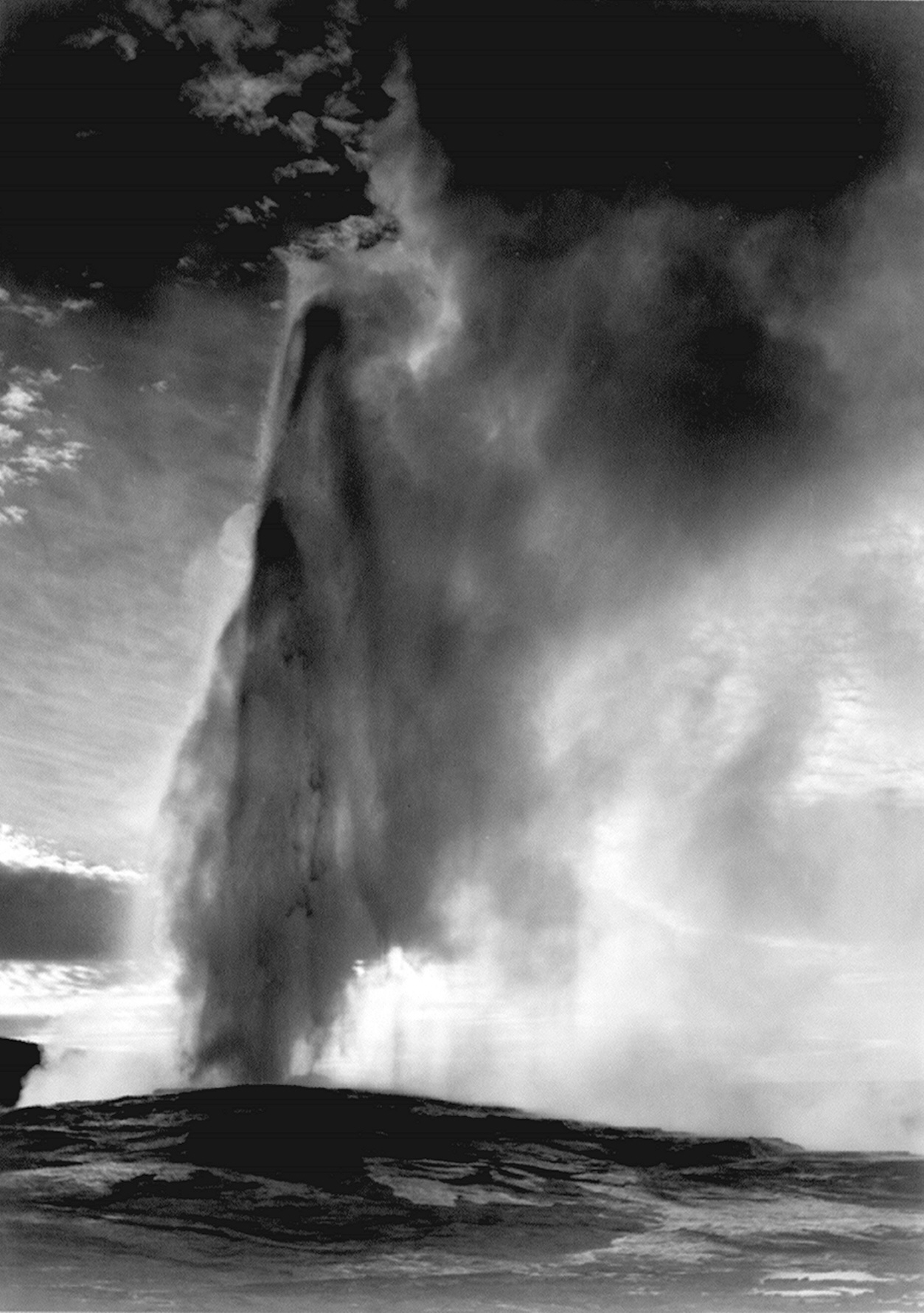
Old Faithful, 1942

### Manzanar, Dorothea Lange

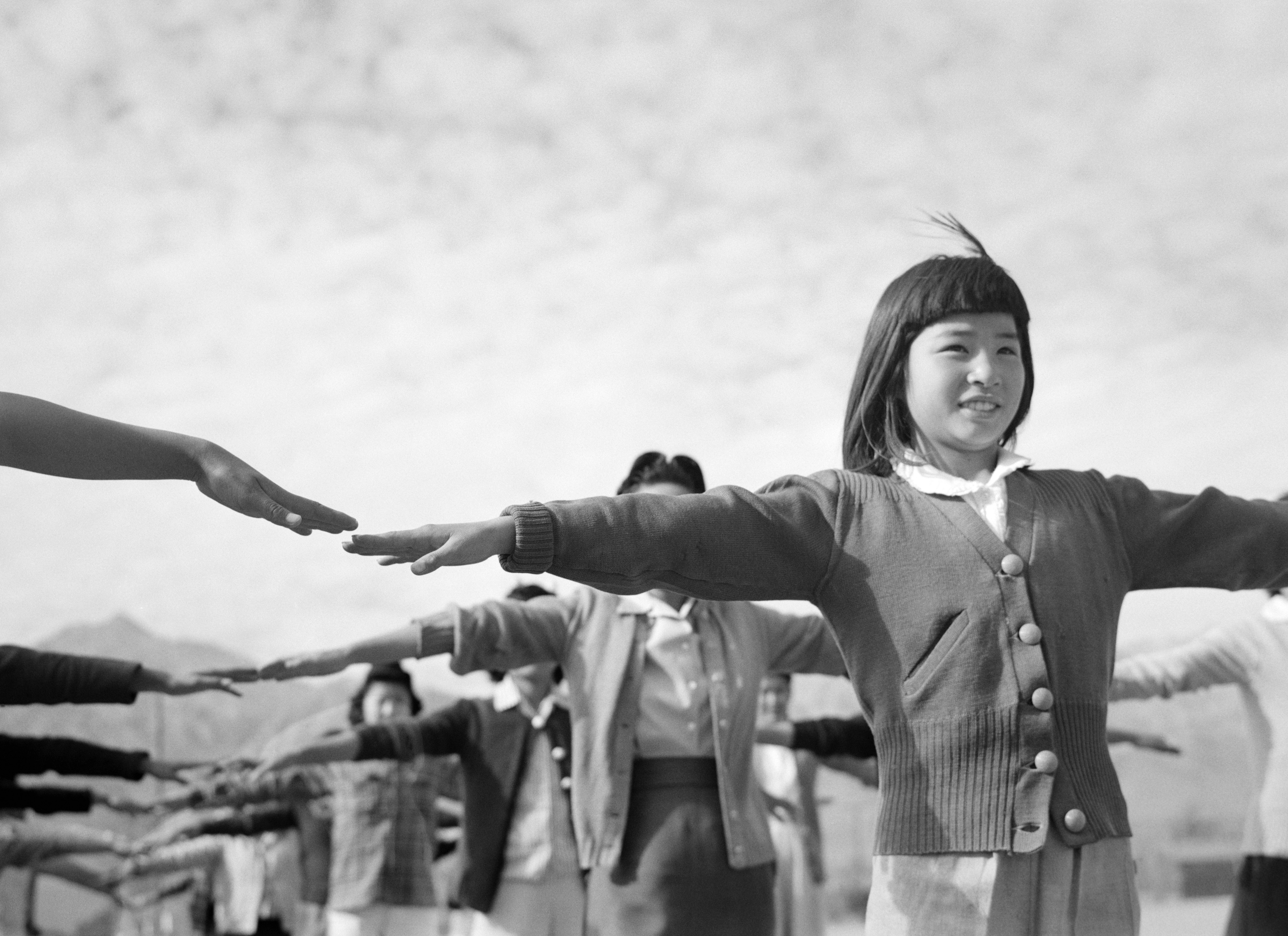
Ansel Adams: Calesthenics, Manzanar, 1943 – Weibliche Bewohner des Internierungslagers bei gymnastischen Übungen

Im Sommer 1943 wurde Adams von Ralph Merrit, dem neuernannten Leiter des Internierungslagers Manzanar, mit dem Projekt betraut, die missliche Situation der Nisei, im Lande geborene amerikanische Bürger japanischer Herkunft, die nach dem Angriff auf Pearl Harbor im Rahmen eines Internierungsprogramms der Regierung in einsame Gegenden zwangsumgesiedelt worden waren, zu dokumentieren. Ansel Adams entschied sich im Spätherbst des Jahres, nach Manzanar zu fahren. Er kannte die verlassene Gegend im Owens Valley bereits aus den Erzählungen Mary Austins und von Dorothea Langes Dokumentarfotografien, die sie hier ein Jahr zuvor angefertigt hatte. Der Besuch in der trostlosen Baracken-Siedlung berührte Adams zutiefst. In Manzanar entstand eines seiner bekanntesten Bilder, Winter Sunrise, The Sierra Nevada, from Lone Pine, California (1943).
Die Fotoreportage aus dem Internierungslager Manzanar, die Adams’ einziger Beitrag mit direktem Bezug zum Krieg blieb, veröffentlichte er 1944 als Buch Born Free and Equal: The Story of Loyal Japanese-Americans. Das Werk erhielt positive Kritiken und führte im Frühjahr 1945 die Bestsellerliste des San Francisco Chronicle an.

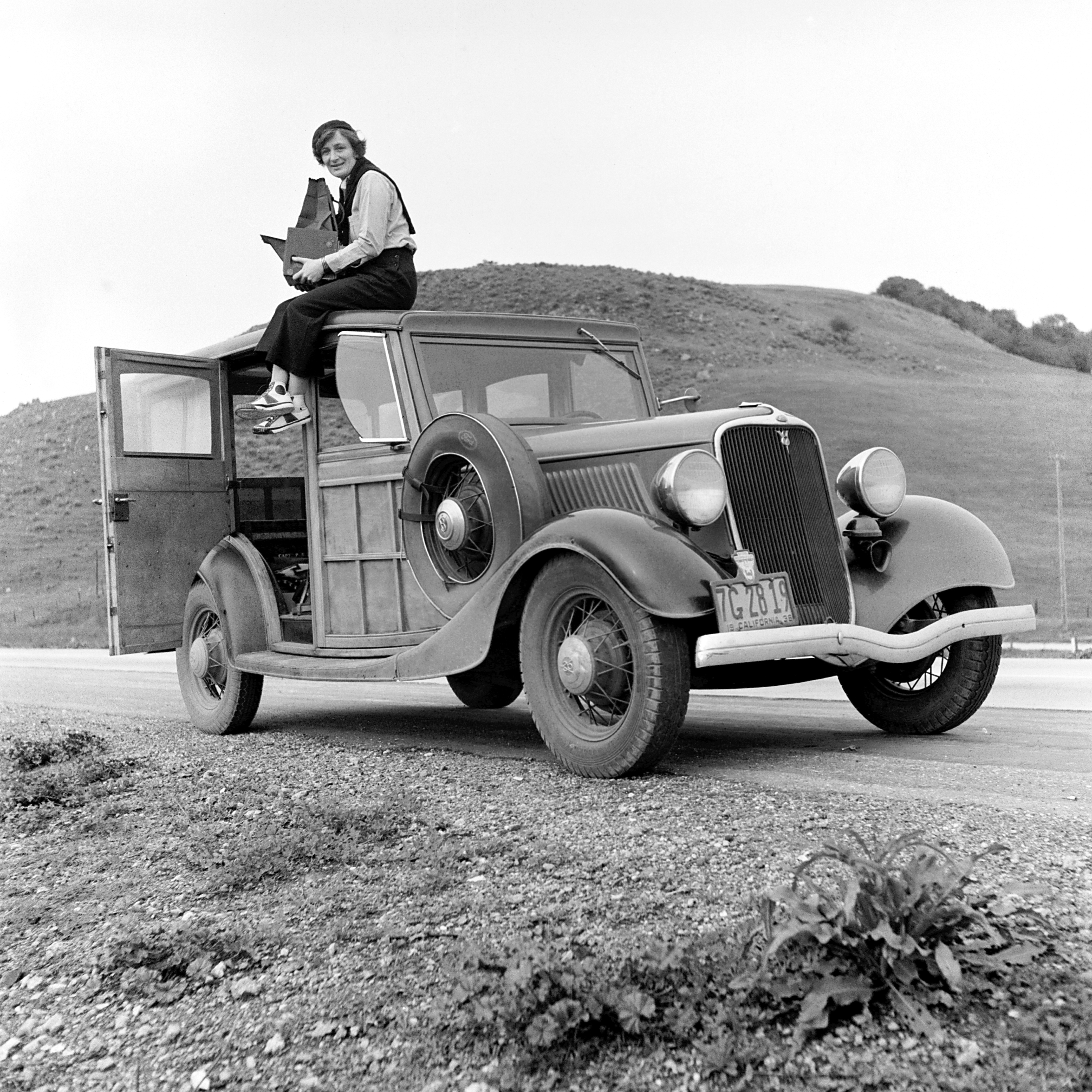
Dorothea Lange 1936

Mit Dorothea Lange arbeitete Ansel Adams in den 1950er Jahren gemeinsam an mehreren Geschichten. Lange wohnte ebenfalls in der Bay Area von San Francisco und hatte sich in den 1930er Jahren im Auftrag der unter Roosevelt gegründeten Farm Security Administration (F.S.A.) mit ihren eindringlichen Bildern des amerikanischen Landlebens ein Renommee als sozialdokumentarische Fotografin erworben. Adams’ Beziehung zu Lange war trotz mancher Meinungsverschiedenheit freundschaftlich, und die beiden tauschten sich oft angeregt über fotografische und politische Ansichten aus. Adams sah in Langes Werk eine gewisse Sympathie für den Trotzkismus, was die Fotografin jedoch niemals direkt aussprach. „Sie war integer in ihren Überzeugungen und voller Skepsis gegenüber der selbstgefälligen ‚Good Old Boy‘-Haltung, die sie vorherrschend in Industrie und Politik erkannte.“ erinnerte sich Adams in seinen Memoiren an die Fotografin. Die beiden unterhielten über lange Jahre eine angeregte Korrespondenz.
Im Auftrag des Life-Magazines realisierten Adams und Lange im Sommer 1953 den Fotoessay Three Mormon Towns über die zurückgezogen lebenden Mormonen im Südwesten von Utah.

### Edwin Land und Polaroid
1948 lernte Adams den Physiker und Fotopionier Edwin Herbert Land bei einer Party in dessen Haus in Cambridge, Massachusetts, kennen. Land hatte gerade sein neuartiges Polaroid-Land-Trennbildverfahren vorgestellt und lud den neugierig gewordenen Adams am folgenden Tag in sein Labor ein, wo Land ein Sofortbild-Porträt von Adams anfertigte. Es war Adams erste Begegnung mit dem Polaroid-Verfahren. Da Land zu diesem Zeitpunkt ausschließlich Wissenschaftler und Theoretiker, aber keinen Kreativen mit fototechnischen Kenntnissen zu seinem Umfeld zählte, engagierte er Adams kurzerhand als technischen Berater. Adams erhielt neben einer Sofortbildkamera mit den dazugehörigen Filmen die Aufgabe, sich mit der Qualität und Leistung des Materials auseinanderzusetzen, woraus sich schließlich eine lebenslange geschäftliche Beziehung zwischen Adams und Polaroid ergab, sowie eine enge Freundschaft zwischen Land und Adams.
Ab den 1950er Jahren fertigte Ansel Adams zahlreiche Fotografien auf Polaroid-Material an. Eine bekannte Aufnahme von 1968, El Capitan, Winter Sunrise, die den Monolithen El Capitan in Yosemite zeigt, entstand auf Polaroid Type 55 P/N, einem hochauflösenden Positiv/Negativ-Schwarzweißfilm.

### Lehrtätigkeiten
1940 übernahm Ansel Adams kurzfristig die fotografische Abteilung an der Art Center School (heute Art Center College of Design) in Los Angeles und leitete überdies zahlreiche Workshops „vor Ort“ im Yosemite-Nationalpark. 1946 wurde er vom damaligen Präsidenten der San Francisco Art Association, Ted Spencer, gebeten, eine fotografische Abteilung an der California School of Fine Arts, dem heutigen San Francisco Art Institute, einzurichten. Adams sagte begeistert zu und begann umgehend mit der Planung von drei Dunkelkammern und einem großen Demonstrations- und Unterrichtsraum für die Universität. Doch die Kosten für Adams’ Projekt überschritten bei weitem den Etat, was den Unmut der anderen Lehrbereiche erweckte. „Die Maler, Bildhauer, Graphiker und Töpfer erhoben sich wie ein Mann im Zorn. Photographie sei keine Kunst, behaupteten sie, und hat an einer Kunstschule nichts zu suchen …“ erinnerte sich Adams.
Mit Spencers Unterstützung konnte er dennoch seine Lehrtätigkeit aufnehmen und überzeugte schließlich seine Kritiker von den sowohl handwerklichen wie künstlerisch-ästhetischen Aspekten, die mit der Fotografie verbunden sind. Adams fotografische Abteilung war eine der ersten, die das Medium Fotografie in einer Institution der schönen Künste lehrte. Doch nach bereits einem Jahr, mit Erhalt des Guggenheim-Stipendiums, gab Adams seine Tätigkeit am Institut aus Zeitgründen wieder ab. Moralisch in der Pflicht fand er schließlich in Minor White einen gleichwertigen Nachfolger.
Ansel Adams veranstaltete noch bis ins hohe Alter zahlreiche Workshops, in denen er über sein Zonensystem und andere Erkenntnisse in Theorie und Praxis der Fotografie dozierte. In diesem Kontext entstanden zahlreiche Lehrbücher zur Fototechnik, wie Camera and Lens und The Negative (beide 1948), The Print (1950) oder Natural Light Photography (1952) und  Artificial Light Photography (1956).

### Carmel,The Friends of Photography

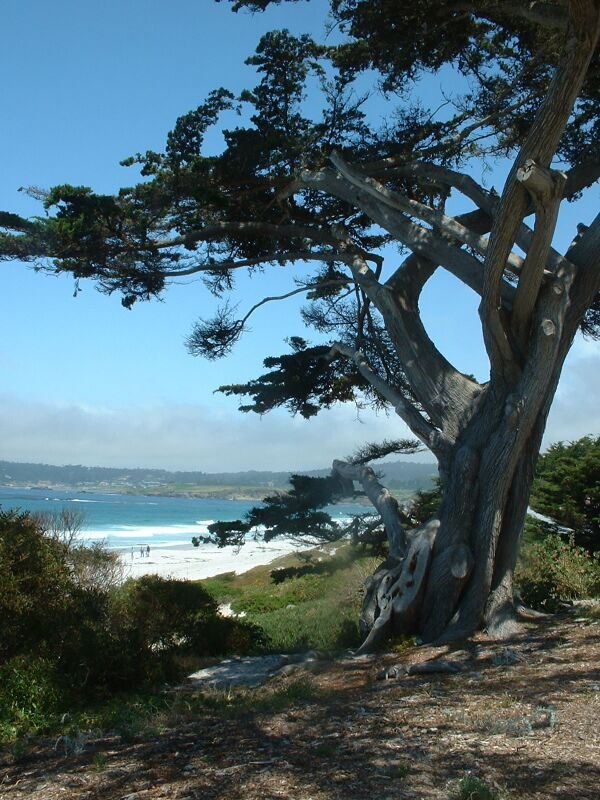
Die Pazifikküste bei Carmel, Kalifornien

Nachdem Ansel und Virginia Adams seit den frühen 1920ern abwechselnd in San Francisco und in Yosemite gelebt hatten, zog das Paar 1961 nach Carmel-by-the-Sea um, wo Dave McGraw, ein Freund der Adams’, eine kleine Kolonie von Künstlern versammelt hatte. Die Überlegung, nach Carmel zu ziehen, war für die Adams’ vor allem logistischer Natur: Ansel hatte noch immer in New Mexico zu tun, während Virginia nach wie vor Best’s Studio, das ehemalige Ladenatelier ihres Vaters in Yosemite, leitete. Dick McGraw bot den Adams ein drei Hektar großes Grundstück am Wild Cat Hill in den Carmel Highlands an. Schweren Herzens trennte sich Adams von seinem Elternhaus in den Dünen von San Francisco, in dem er seit dessen Erbauung 1903 zeitweise gelebt hatte. Adams’ Mutter Olive war bereits 1950 verstorben, der Vater Charles war ihr nur ein knappes Jahr später gefolgt. Mit Hilfe des Architekten Ted Spencer ließ sich Adams ein Haus nach seinen Vorstellungen entwerfen, dessen Zentrum eine große Dunkelkammer bilden sollte, die von allen Bereichen des Hauses zugänglich war.
In Carmel begründete Adams 1967 zusammen mit Morley Baer, Beaumont und Nancy Newhall sowie Brett Weston die Friends of Photography als gemeinnützigen Verein, der sich der Förderung der kreativen Fotografie annahm und Ausstellungen und Ausstellungsräume organisierte. Binnen weniger Jahre wurde der Verein zu einer international bekannten Institution mit mehreren tausend Mitgliedern. Nach Adams’ Tod 1984 zog die Gruppe von Carmel nach San Francisco und eröffnete 1989 das Ansel Adams Center for Photography bei den Yerba Buena Gardens.

### Späte Jahre und Tod
Mit zunehmendem Alter beschränkte Ansel Adams seine Tätigkeiten auf kleinere Workshops für die Friends of Photography, auf die Publikation von Fotobüchern und auf Beiträge in Fachzeitschriften sowie auf die Reproduktion seiner bekanntesten Fotografien, die mittlerweile zu begehrten Sammlerobjekten geworden waren. Überdies kümmerte sich Adams seit der Ära Nixon verstärkt um politische Initiativen zum Erhalt der Nationalparks. 1975 machte er zu diesem Zweck eine Eingabe in Form eines Memorandums beim amtierenden Präsidenten Gerald Ford.
In den 1970er Jahren begann der Fotograf seinen Nachlass zu regeln und gründete zu diesem Zweck zwei Trusts: Zum einen den Ansel Adams Publishing Rights Trust, der alle künftigen Veröffentlichungen und Wiedergaberechte kontrollieren sollte, und zum anderen den Ansel Adams Family Trust, in den die Nettoerlöse des Ansel Adams Publishing Rights Trust fließen sollten und der ausschließlich der Familie von Adams, nach Ansel und Virginias Ableben, den Kindern Anne und Michael zugutekommt. Überdies verfügte Adams, dass seine Fotografien nicht mehr mit einem kommerziellen Produkt in Zusammenhang gebracht werden sollten.

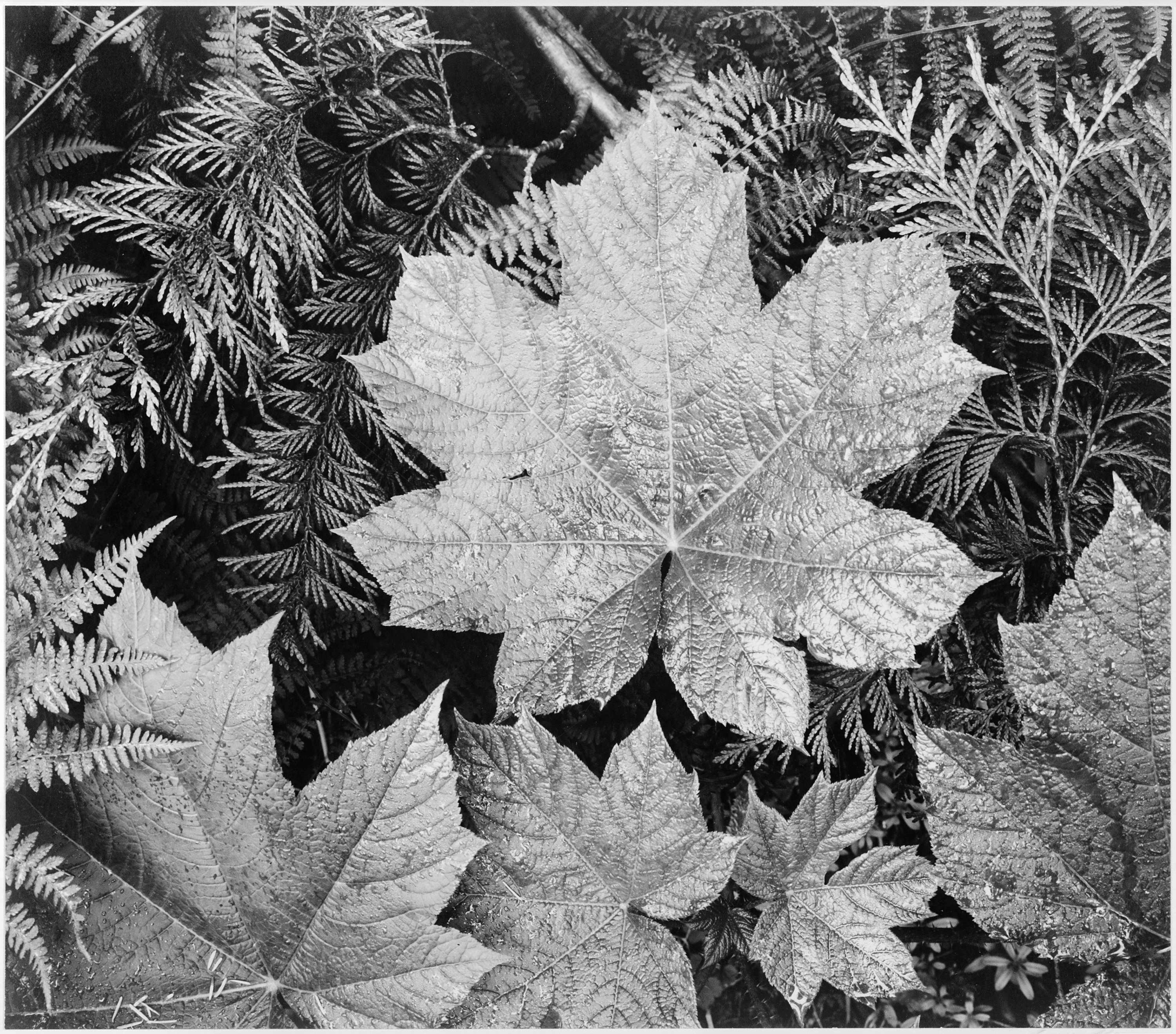
Ansel Adams: In Glacier National Park, 1941

Mitte der 1970er Jahre fertigte Adams seine letzten Auftragsarbeiten an und gab öffentlich bekannt, dass er ab dem 31. Dezember 1975 keine Bildbestellungen mehr annehmen würde. Mit Adams’ Verlautbarung begannen die Preise seiner Fotografien auf Kunstauktionen kontinuierlich zu steigen. Die Jahre 1976, 1977 und 1978 verbrachte er größtenteils damit, noch offene Bestellungen auszuführen. In den letzten Lebensjahren sichtete der Fotograf ungefähr 40.000 Negative. Noch zu Adams Lebzeiten erreichte Moonrise, Hernandez, New Mexico bei einer Auktion den Rekordpreis von 71.000 US-Dollar, der höchste Preis, der bis dahin für eine Fotografie bezahlt worden war.
Obwohl Adams’ Arbeiten bereits zu seinen Lebzeiten in internationalen Schauen gezeigt wurden, reiste er selbst erst 1974 zum ersten Mal nach Europa, um in Arles eine Ausstellung seiner Arbeiten zu besuchen und Vorträge zu halten. Dabei traf er mit Fotografenkollegen wie Bill Brandt, Brassaï, Henri Cartier-Bresson und Jacques-Henri Lartigue zusammen. 1976 wiederholte er seine Vortragsreise nach Arles, ein weiteres Mal besuchte er 1979 das Victoria and Albert Museum in London. Im selben Jahr unterzog sich Adams, der seit den frühen 1970er Jahren an zunehmenden Herzproblemen litt, einer Operation, bei der ihm ein dreifacher Bypass gesetzt wurde. Eine vierte Vortragsreise nach Europa 1982 lehnte er ab. 1979 organisierte John Szarkowski, der Nachfolger Edward Steichens im Kuratorium der fotografischen Abteilung des MoMA, die große Wanderausstellung Ansel Adams and the West, die 153 Landschaftsbilder des Fotografen zeigte. Die Ausstellungseröffnung ging mit Adams’ Buchveröffentlichung Yosemite and the Range of Light einher. Die Schau war ein großer Erfolg und wurde von dem Kunstkritiker Robert Hughes mit einer Titelgeschichte auf dem Time Magazine bedacht.

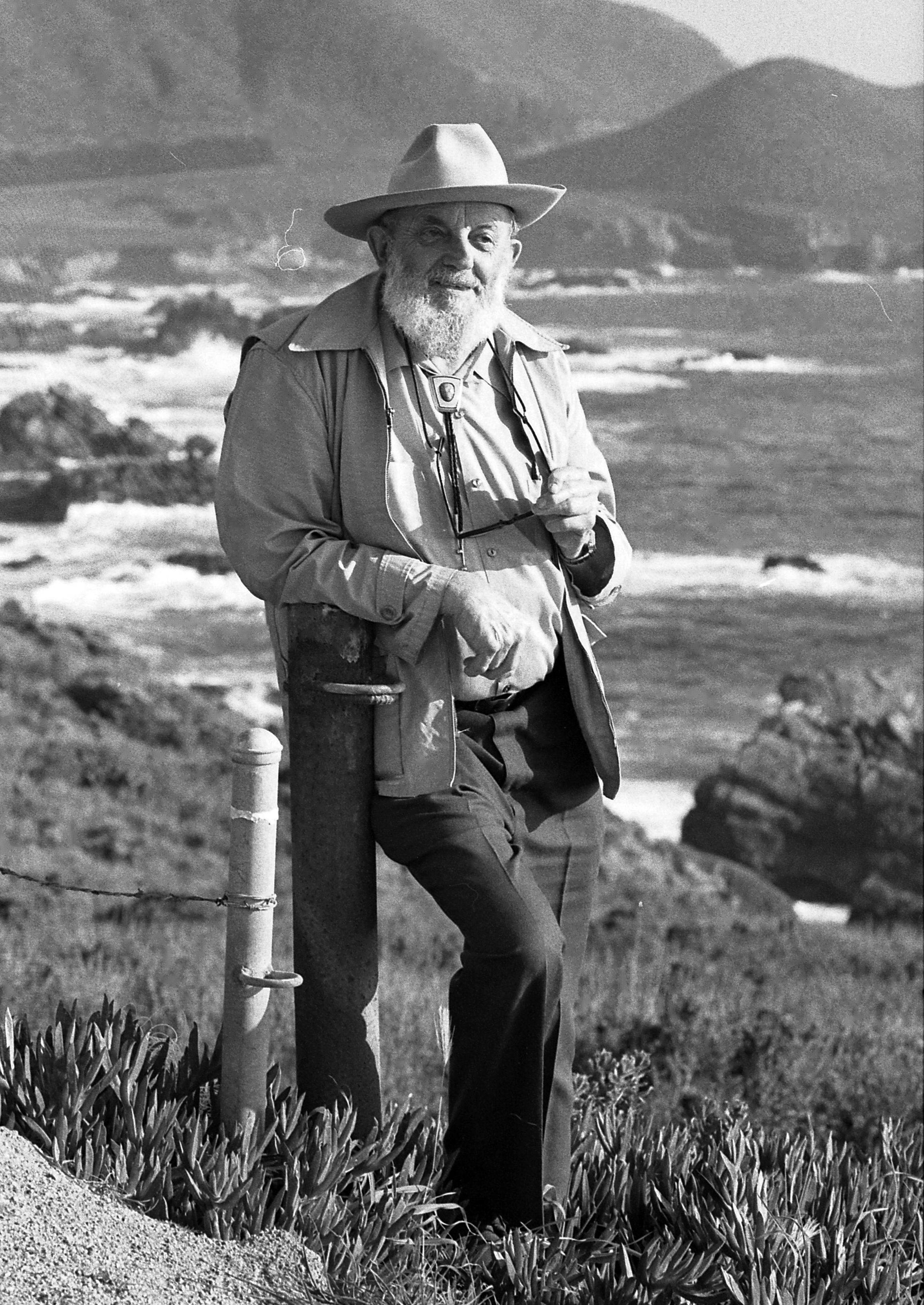
Ansel Adams (1980)

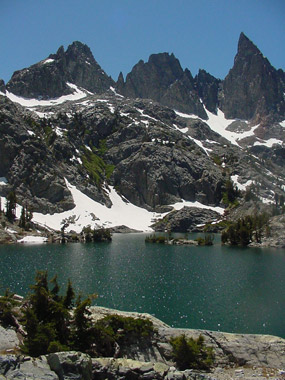
Minaret Lake in der Ansel Adams Wilderness, Sierra Nevada

Im Jahr 1981 wurde Adams als zweiter nach Lennart Nilsson von der Erna und Victor Hasselblad Stiftung mit der Hasselblad-Goldmedaille geehrt. Die Verleihung durch König Carl XVI. Gustaf von Schweden fand im MoMA statt. Den schwedischen Fotografen und Erfinder Victor Hasselblad hatte Adams bereits 1950 bei einem Besuch in New York kennengelernt. Hasselblad hatte Adams damals gebeten, eine seiner ersten Kameras, die Mittelformatkamera Hasselblad 1600F, auszuprobieren. Von diesem Zeitpunkt an zählten Hasselblad-Modelle zu Adams bevorzugten Kameras.
Ansel Adams’ achtzigster Geburtstag am 20. Februar 1982 wurde mit zahlreichen, von den Friends of Photography organisierten Ausstellungen, Retrospektiven und Festivitäten gefeiert. Zu Adams’ besonderer Freude gab der von ihm sehr verehrte russische Pianist Wladimir Aschkenasi ein privates Klavierkonzert im Wohnhaus der Adams in Carmel.
Adams starb am 22. April 1984 im Alter von 82 Jahren an Herzversagen. Sein Leichnam wurde kremiert, die Asche am Half Dome im Yosemite National Park verstreut. Ihm zu Ehren wurde noch im selben Jahr das Wildnisgebiet Minarets Wilderness, das die Bergkette The Minarets in der Sierra Nevada umgibt, in Ansel Adams Wilderness umbenannt. Seine Ehefrau Virginia Best Adams verstarb am 29. Januar 2000.

## Werk

### Fotohistorische Einordnung
Ansel Adams gilt als ein Vertreter der „straight photography“, der „reinen Fotografie“, die, der Tradition des Realismus in der Malerei folgend, einer strengen Bildästhetik verpflichtet ist und sich, gemäß der von der Gruppe f/64 postulierten Dogmatik, demonstrativ gegen den seinerzeit beliebten Piktorialismus richten sollte, der mit seinem sentimentalen Stil als geschmäcklerisch „unrein“ empfunden wurde. Seine Anfang der 1930er Jahre entstandenen Arbeiten standen noch sehr unter dem Einfluss der Gruppe f/64 und orientieren sich in der Darstellung reiner Formen an Paul Strand oder Edward Weston. Erst in der Folgezeit, ab Mitte der 1930er Jahre, löste sich Adams von den einengenden Theorien der Gruppe f/64 und fand von einer eher zweidimensionalen Gestaltung zu einem plastischeren Bildaufbau. Wenngleich Adams’ Landschaften und die Präzision ihrer Umsetzung fotohistorisch wegweisend waren, fanden Fotografen der Neuen Sachlichkeit im deutschsprachigen Raum wie beispielsweise Albert Renger-Patzsch zu einer ähnlich „reinen“ Bildsprache.

### Fotografie als Kunstform, Bezug zur Musik
In seinen zahlreichen Schriften, Vorträgen und Workshops stellte Adams seine Verfahrensweisen zur Erstellung und Verfeinerung einer perfekt durchgezeichneten „wohl komponierten“ Fotografie dezidiert dar und demonstrierte, welche Möglichkeiten die reine Fotografie als künstlerisches Ausdrucksmedium bieten kann. Von einer klassischen Musikausbildung her kommend, übertrug Adams seine Kenntnisse der musikalischen Komposition auf die Komposition in der Kunst und erklärte die Fotografie legitim als „den schönen Künsten zugehörig“. Adams betrachtete (und bezeichnete) dabei die Kamera mit ihrem Zubehör aus verschiedenen Objektiven und Filtern als äquivalent zur Musik als „Instrument“.

### Das „vorausgeahnte“ feine Bild
Im Unterschied zur schnelllebigen Reportagefotografie wie zur aufkommenden Schnappschussfotografie, die spätestens seit Einführung der handlichen Kodak-Fabrikate („You press the button – we do the rest“ – „Sie drücken auf den Knopf, wir erledigen den Rest“, so der damalige Slogan der Firma) und der Kleinbildformate oft zu einer maschinellen Beliebigkeit des Dargestellten führte, konzentrierte sich Adams bereits vor Ort auf eine bestimmte „vorausgeahnte“ Idealkomposition, die er visualisierte und dem Abzug schließlich im aufwändigen Dunkelkammerprozess mittels Tonwertkorrekturen die gewünschte Präsentationsform verlieh, die er selbst als ausdrucksstarkes „feines Bild“ bezeichnete. Diese „Vorausahnung“ betonte Adams in Bezug auf seinen Fotografenkollegen Henri Cartier-Bresson, der zwar als Schnappschussfotograf schlechthin gilt, aber trotz dieser Schnelligkeit die bereits im Unterbewusstsein vorhandene Komposition des Bildes im „entscheidenden Moment“ visualisierte und somit zum optimalen Ausdruck fand.

### Das Zonensystem
Gemeinsam mit dem Fotografen und College-Dozenten Fred Archer entwickelte und formulierte Ansel Adams gegen Ende der 1930er Jahre das berühmte Zonensystem. Dem Verfahren, das Adams anschließend weiterentwickelte, liegt eine Artikelserie in der Fachzeitschrift U.S. Camera zugrunde. Mit Hilfe des Zonensystems versuchte Adams, den Kontrastumfang des Motivs so geschickt auf den (in aller Regel deutlich geringeren) Kontrastumfang des Schwarzweißfilms zu übertragen, dass ein natürlicher Bildeindruck entstand. Das Ziel waren technisch perfekte, sauber durchgezeichnete Negative, die sich gut vergrößern ließen. Das bedeutet aber nicht, dass er Manipulationen in der Dunkelkammer ablehnte. Das Negativ war für ihn nur eine Zwischenstufe auf dem Weg zu dem in seinem Kopf bereits fertig existierenden Bild – nur musste diese Zwischenstufe höchsten Ansprüchen genügen, damit er am Ende im fertigen Abzug genau seine Vorstellung realisieren konnte. In Anlehnung an die Musik fasste er das Negativ als Partitur auf, doch erst der Abzug (Print), war die Interpretation und das vollendete Werk.

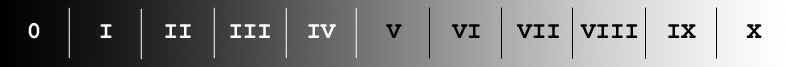
Charakteristisch für Adams’ Zonensystem ist der in elf Belichtungszonen unterteilte Graukeil

Adams’ Zonensystem wurde von Fotografen und Fachpresse ambivalent aufgenommen; manche empfanden die Methode als hilfreich, um gestalterische Möglichkeiten unter dem Aspekt der „kalibrierten Aufnahme“ zu erweitern, Kritikern des Zonensystems und Befürwortern der Schnappschussfotografie war das Prinzip zu didaktisch, zu umständlich und wenig praxisnah.

### Die Technik
Seine Arbeitsweise legte Adams dezidiert in zahlreichen Fachbüchern vor, in denen er oft anhand der Entstehungsgeschichte eines ausgewählten Werkes auf technische Aspekte wie beispielsweise Belichtungszeiten, verwendete Geräte, Filter, Filmmaterialien oder die anschließenden Arbeiten in der Dunkelkammer, respektive im Fotolabor, eingeht.

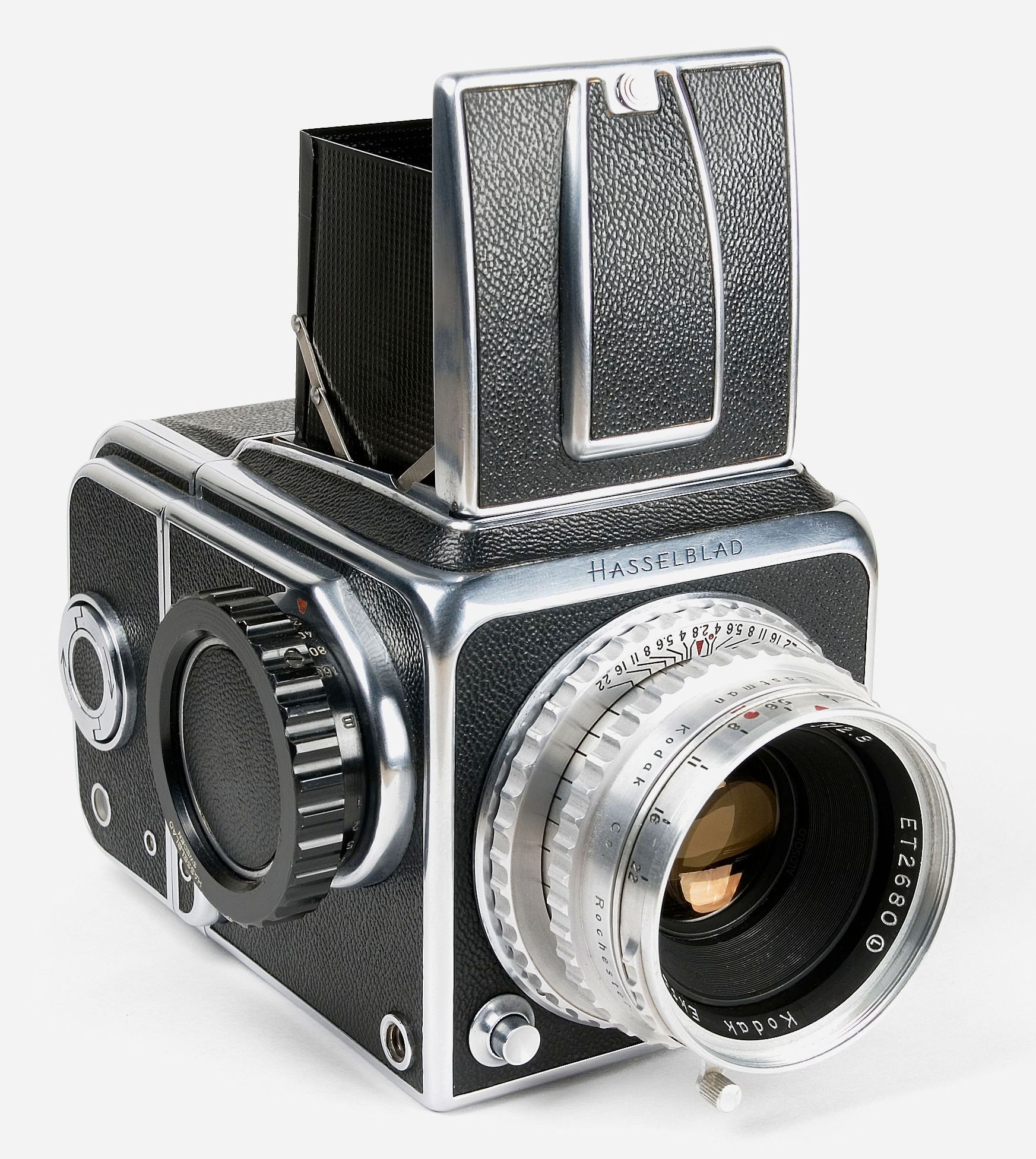
Ab den 1950er Jahren verwendete Adams auch Hasselblad-Kameras. Hier der Prototyp 1600F.

Adams arbeitete überwiegend mit Korona- und später Linhof-Großformat(Fach-)kameras sowie ab den 1950er Jahren auch mit Hasselblad-Mittelformatkameras auf Schwarzweiß-Filmmaterial. Bis etwa Anfang der 1930er Jahre verwendete er dabei die üblichen orthochromatischen Filme, weshalb manche Aufnahmen, die bei blauem Himmel aufgenommen worden waren, ungefiltert relativ helle Resultate zur Folge hatten. Um den Himmel dramatisch dunkel wirken zu lassen, verwendete der Fotograf bei panchromatischen Filmen Farbfilter (zumeist Wratten No. 29-Rotfilter). Deutlich wird dies beispielsweise bei Monolith, The Face of Half Dome von 1927.
In seinem eigenen Fotolabor benutzte Adams einen speziell angefertigten Horizontalvergrößerer, der auf einer alten umgebauten Plattenkamera beruhte. Das Gerät erlaubte es ihm, auch seine frühen Großformatnegative, zum Teil auf Glasplatten im 8×10-Zoll-Format, zu vergrößern.
Obwohl der Trend bereits in den 1930ern zum Großformat ging, fertigte Adams zu Ausstellungszwecken oft nur Kontaktabzüge seiner Negative im Format 20 × 25 cm an, die er in weißen Passepartouts präsentierte. Zur Kontrasterhöhung und um eine möglichst hohe Archivfestigkeit zu erreichen, tonte Adams die Abzüge zumeist mit einer direkten Selentonung.
Alfred Stieglitz brachte Adams auf die Idee, die Werke optimalerweise vor einer neutralen Wand in einer Mischbeleuchtung aus indirektem Kunstlicht und gedämpften Tageslicht zu zeigen, um die Wirkung zu steigern – eine Präsentationsart, wie sie heutzutage in den White Cubes üblich ist.

### Adams und die Farbfotografie
Weniger bekannt ist, dass Adams auch Farbaufnahmen machte: Während seines fotografischen Lebens fertigte er über 3.000 Fotografien auf Farb-Diafilm. Die Fotografien entstanden überwiegend in den 1940er und 1950er Jahren teilweise als Testaufnahmen für den von Kodak neu entwickelten Kodachrome-Film. Als Adams 1984 starb, hatte er bereits ein Buch über die Farbfotografie in Planung. Die Thematik beschäftigte ihn, wenn auch mit Unbehagen, bereits seit den 1950er Jahren. In den 1980er Jahren gab er zu, dass, könnte er jetzt noch einmal als junger Fotograf beginnen, er wohl in Farbe fotografieren würde, „doch eigentlich“, so Adams „mag ich die Farbfotografie nicht besonders. Das ist nicht mein Fall.“
Auf die Frage, ob er in Schwarzweiß arbeite, weil vielleicht sein Farbsehen gestört sei, antwortete er, dass er sein Farbsehen habe überprüfen lassen und es in Ordnung sei. Er bevorzuge Schwarzweiß, weil er bei diesem Prozess eine größere Kontrolle habe. Eine Vielzahl seiner kommerziellen Auftragsarbeiten entstand in Farbe. Durch seine Bekanntschaft mit Edwin Land hatte er auch Gelegenheit, zahlreiche neue Sofortbildmaterialien zu testen, mit denen er beeindruckende Bildergebnisse erzielte.

## Zitate
„An einem Bild sind immer zwei Leute beteiligt: der Fotograf und der Betrachter.“

„Ein Foto wird meistens nur angeschaut – selten schaut man in es hinein.“

„Zwölf gute Fotos in einem Jahr sind eine gute Ausbeute.“

## Rezeption
Ansel Adams zählte bereits zu Lebzeiten zu den wichtigsten US-amerikanischen Fotografen des 20. Jahrhunderts. Sein Name, der mittlerweile untrennbar mit der fotografischen Dokumentation und der Bewahrung der Nationalparks und National Monuments im Westen der USA verbunden ist, wurde gleichermaßen zum Synonym wie zum Etikett für eine technisch versierte, hochqualitative Natur- und Landschaftsfotografie, die bereits zu seinen Lebzeiten umfangreich kommerzialisiert wurde.

### Bedeutung als Naturschützer
Adams verbrachte einen Großteil seines Lebens in den US-amerikanischen Nationalparks und Indianerreservaten, in denen er nicht nur als Fotograf wirkte, sondern sie mit seiner Arbeit, seinen Publikationen und in seinen Workshops unterstützte. Seine zahlreichen Schriften weckten schnell ein öffentliches Interesse an den bis dahin noch unbekannten Wildnisgebieten des Westens.
Adams’ 1939 erstveröffentlichtes Werk Sierra Nevada: The John Muir Trail hatte einen maßgeblichen Einfluss auf den damaligen Innenminister Harold Ickes und fügte sich in den regionalistischen Aspekt des staatlichen Programms der „ökonomischen Erneuerung“ unter Präsident Franklin D. Roosevelt ein, was unter anderem 1940 zur Gründung der Sequoia-&-Kings-Canyon-Nationalparks führte. 1968 wurde Adams vom National Park Service (NPS) für seine Verdienste mit dem Conservation Service Award, der höchsten zivilen Auszeichnung einer Behörde des US-Innenministeriums, ausgezeichnet.
Für den Sierra Club, dessen Vorstandsmitglied Adams von 1934 bis 1971 war, fertigte der Fotograf zahlreiche Fotoreportagen mit begleitenden Essays an, die in der Klubzeitschrift Sierra Club Bulletin erschienen und die maßgeblich zur touristischen Erschließung und zur wirtschaftspolitischen Bedeutung der Anfang des vorigen Jahrhunderts noch unberührten Naturreservate beitrugen. Geschah dies anfangs noch unter einfachen Naturschutzaspekten, setzte mit Beginn des Zweiten Weltkriegs eine Erschließung und Popularisierung der Region ein, die spätestens in den 1960er Jahren zu einer expansiven Kommerzialisierung führte, als Teile der Naturgebiete für Grundstücksspekulanten freigegeben und Konzessionen zum Bau von Kraftwerken erteilt wurden. Darüber kam es schließlich zu Differenzen, in deren Folge Adams 1971 als Vorstandsmitglied zurücktrat.

### Wahrnehmung durch die Kunstkritik
In einer Neuauflage seines vielbeachteten Werks Geschichte der Photographie (History of Photography: From 1839 to the Present) betont der Fotohistoriker und Kurator Beaumont Newhall, ein Zeitgenosse und Freund von Adams, die technische Qualität von Adams’ Arbeiten, die „bereits 1936 in seiner Ausstellung in Stieglitz’ Galerie An American Place von einer Sensibilität und aufrichtigen Direktheit waren, wie man sie nur selten antraf.“ Newhall konstatierte: „Adams hat in seiner Photographie, seinen Schriften und seiner Lehrtätigkeit hervorragend demonstriert, welche Möglichkeiten die reine Photographie als Ausdrucksmedium bietet.“ und verweist auf Adams’ Experimentierfreude, seine technische Meisterschaft, und sein „durchgeistigtes Gespür für die unberührten Regionen der Erde, Fähigkeiten, mit denen der Fotograf großartige Landschaftsaufnahmen geschaffen hat.“
1979 widmete der Kunstkritiker Robert Hughes im Time Magazine dem Fotografen eine Titelstory und betonte darin, dass kein anderer lebender Fotograf mehr dazu beigetragen habe, den Unterschied zwischen dokumentarischem und ästhetischem, beziehungsweise „emotionalen“ Gebrauch der Fotografie festzustellen. Der Fotohistoriker John Szarkowski – von 1962 bis 1991 Direktor der fotografischen Abteilung des MoMA – charakterisierte Adams anlässlich der von ihm kuratierten Ansel-Adams-Retrospektive, Adams at 100, die 2003 im MoMA in New York und im SFMOMA in San Francisco gezeigt wurde, in einem Interview der New York Times: „Ein Ziel der Ausstellung ist es, Adams von dem Image des grünen Sozialrealisten zu befreien. Obwohl Adams ein lebenslanges Interesse am Erhalt der Wildnis hatte, entstanden seine besten Arbeiten aus Gründen, die wesentlich persönlicher und mystischer waren […] er wäre jedoch entrüstet, wenn ihm jemand unterstellen würde, dass er dabei im traditionellen Sinne annähernd religiöse Empfindungen gehabt hätte. In seinen privaten Briefen wird deutlich, dass seine Erfahrungen der natürlichen Welt im Grunde mystische Erfahrungen waren und dass es sein einziges wirklich nachhaltigstes künstlerisches Problem war, den physikalischen Beweis für diese Erfahrung zu erbringen.“
Im Vergleich zu sozialkritischen Zeitgenossen relativierte Szarkowski Adams’ mutmaßlich geringere Bedeutung für die sozialdokumentarische Fotografie in den USA: „Bis etwa 1960 wurde die Tatsache, dass er Bäume und schneebedeckte Berge fotografierte, von vielen, die meinten, Fotografie sollte eher menschliches Leid dokumentieren, als ‚moralische Verfehlung‘ empfunden. Erst später wurde er zum Helden für etwas, was er nie beabsichtigt hatte, als er seine besten Arbeiten machte.“
Im Kontext der Retrospektive beschrieb die New York Times Adams hinsichtlich der Kommerzialisierung seines Namens als „Amerikas meist geliebten Fotografen, […] dessen Fotografien von donnernden Felsen und glitzernden Hainen durch einen endlosen Strom aus Postern, Kalendern, Büchern und Bildschirmschonern populärer sind denn je…“ Der Kunsthistoriker John Pultz betrachtete Adams in einem Dossier über die „Neue Fotografie in den Vereinigten Staaten“ als Fotografen mit handwerklicher und technischer Perfektion, der „sich in den 1940er und 1950ern fast ausschließlich der Darstellung majestätischer Landschaftspanoramen widmete, während er in der Vielfalt seiner Motive in den 1930er Jahren bereits jene Präzision erreichte, die Strand und Weston in den 1920ern etabliert hatten.“

### Bedeutung für die Etablierung der Fotografie als Kunstform
In Abkehr von dem kurzlebigen, der Malerei verbundenen und somit als „schwächlich sentimental“ verachteten Piktorialismus führte Adams im Gefolge von Edward Weston und der gemeinsam begründeten Gruppe f/64 eine streng komponierte Bildsprache in die Fotografie ein, die sich durch ihre präzise, scharf fokussierte Wiedergabe „reiner Formen“ der Realität auszeichnete. Bei zeitgenössischen Kunstschaffenden und Kritikern stießen Adams und Gruppe f/64 damit auf Ablehnung. Eine kulturelle ästhetische Aufwertung des Mediums Fotografie als eine neue und legitime Erscheinungsform der „schönen Künste“ wurde allgemein bis Mitte des 20. Jahrhunderts nur zögerlich aufgenommen, weshalb Adams’ Ernennung zum Hochschullehrer für Fotografie 1946 zunächst auf Kritik in den etablierten Fachbereichen stieß.
In einem Nachruf auf den Fotografen konstatierte Der Spiegel 1984, dass Adams eine Verehrung zuteilwurde, „die ihn an die Seite der großen Schriftsteller, Maler und Komponisten seiner Generation stellte: Der Amerikaner Ansel Adams hatte wesentlich dazu beigetragen, die Photographie als eigenständige Kunstform zu etablieren.“

### Kritische Betrachtungen
Der Kunstfotograf und Piktorialist William Mortensen (1897–1965) gehörte in den 1930er Jahren zu Adams schärfsten Kritikern. Nach Mortensens Tod verhinderte Adams mutmaßlich die Archivierung seines fotografischen Nachlasses am Center for Creative Photography der University of Arizona und Mortensen geriet in Vergessenheit. Die neuzeitlich vom Center for Creative Photography herausgegebene kunsthistorische Rehabilitierung William Mortensen: A Revival lässt dabei auf ein Bestreben von Adams, den Gegenspieler aus den Annalen der Fotogeschichte zu tilgen, schließen. In seiner Autobiografie gab Adams den langjährigen Briefwechsel mit Mortensen nur einseitig wieder.
Eine deutlich kritische Position nimmt der Autor Jonathon Green in seinem Werk American Photography: A Critical History 1945 to the Present ein, der Adams puritanisch-technokratische Charakteristika zuordnet und ihn „als archetypischen amerikanischen Ingenieur des 19. Jahrhunderts“ bezeichnet, der, „wie alle großen Baumeister seiner Zeit, sein Wissen zum ästhetischen und spirituellen Wohlergehen der Menschheit einsetzte“. Adams’ Werk ist von puritanischem Korn: streng und konservativ mit der Obsession der technologischen Kontrolle, was einen anderen fundamentalen amerikanischen Wesenszug zeigt, wie man ihn schon bei Stieglitz und Steichen gesehen hat: die aggressive, akquisitorische, erfinderische Beschäftigung mit Technik und die praktische Nutzung der neuen Technologien.
„Der Formalismus, der Adams’ Arbeiten durchdringt, bezieht sich direkt auf seinen Glauben an die Technik. Für Adams ist Technik erlösend. Er könnte guten Gewissens sogar Autos oder Fernseher verkaufen. Tatsächlich scheint es, dass er sich mehr auf die Technik als auf das Sehen verlässt. Von allen großen amerikanischen Fotografen ist er derjenige mit dem uneinheitlichsten Werk. Wenn seine Arbeit glückt, ist sie atemberaubend, wenn sie jedoch misslingt, ist sie nichts anderes als eine Fingerübung im Zonensystem – süßlich und dekorativ.“

### Adams auf dem Kunstmarkt – Rekordpreis für angeblich wiederentdeckte Negative
Im Jahr 2000 erwarb der Anstreicher Rick Norsigian aus dem kalifornischen Fresno zwei Schachteln mit 65 Glasplattennegativen zu 45 US-Dollar, die Aufnahmen des Yosemite-Parks zeigen. Laut einem von Norsigian beauftragten Gutachten sollen die Negative von Adams stammen. Die Beschriftung der Papierhüllen der Negative soll zudem mit der Handschrift von Adams’ Frau Virginia identisch sein und die Negative aus den 1920er und 1930er Jahren stammen. Norsigian trat 2007 über die Los Angeles Times mit dem Fund an die Öffentlichkeit. In einer Pressekonferenz im Jahr 2010 gab der Kunstexperte und Galerist David W. Streets an, dass es sich „um ein fehlendes Glied in der Geschichte und dem Werk von Ansel Adams“ handele und bezifferte den Wert des Fundes auf etwa 200 Millionen Dollar (rund 153,5 Millionen Euro). Ansel Adams’ Erben und Nachlassverwalter bezweifelten hingegen die Echtheit des Fundes und bemerkten, sollten die Negative tatsächlich echt sein, hätten sie keinen derart großen Wert, da nur von Adams selbst angefertigte Originalabzüge hohen Sammlerwert besäßen. Spätere Vergleiche ergaben Ähnlichkeiten mit den frühen Fotografien eines sonst eher unbekannten Porträtfotografen namens Earl Brooks. Im März 2011 schlossen Norsigian und der Adams Trust einen außergerichtlichen Vergleich, der Norsigian das Recht abspricht, Abzüge der fraglichen Negative weiterhin als „echte“ Adams-Fotografien zu vermarkten; außerdem muss er darauf hinweisen, dass seine Negative nicht vom Adams-Trust autorisiert sind.

## Ehrungen und Auszeichnungen

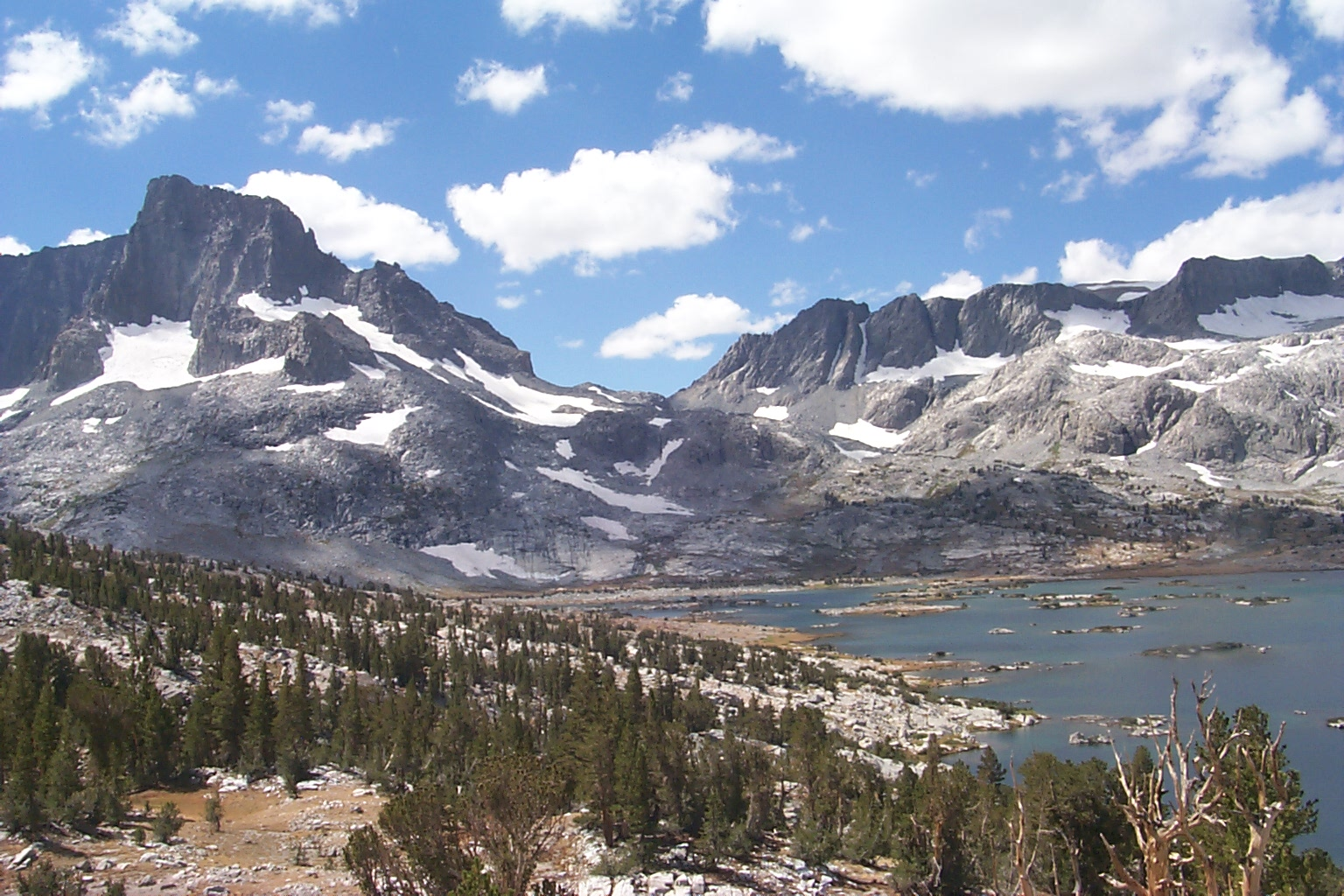
Die Ansel Adams Wilderness

- 1966: Mitglied der American Academy of Arts and Sciences
- 1968: Conservation Service Award des National Park Service (NPS)
- 1980: Presidential Medal of Freedom überreicht von US-Präsident Jimmy Carter
- 1981: Hasselblad-Medaille der Erna und Victor Hasselblad Stiftung überreicht von Carl XVI. Gustaf von Schweden
- 1982: Ehrendoktorwürde des Mills College, Oakland, Kalifornien
- 1983: Ehrenmitglied der American Academy of Arts and Letters[79]
- 1984: Umbenennung der Minarets Wilderness in der Sierra Nevada in Ansel Adams Wilderness (postum)

### Ansel Adams Award
Seit 1971 verleiht der Sierra Club den Ansel Adams Award for Conservation Photography an Fotografen, die sich mit ihrer Arbeit vornehmlich für den Erhalt und den Schutz der Natur eingesetzt haben. Ein bekannter Preisträger ist der Niederländer Frans Lanting.

## Berühmte Fotografien
Als Klassiker der Landschaftsfotografie gelten:
- 1927: Monolith, The Face of Half Dome, (Monolith, Steilwand des Half Dome), Yosemite National Park, Kalifornien
- 1932: Frozen Lake and Cliffs, (Zugefrorener See mit Felsabbruch), Sequoia National Park, Sierra Nevada
- 1932: The Golden Gate before the Bridge, (Das Golden Gate vor dem Brückenbau), San Francisco
- 1940: Surf Sequence, (Brandung, eine Sequenz), sechs Fotografien, Küste bei San Mateo, Kalifornien
- 1941: Moonrise, (Mondaufgang), Hernandez, New Mexico
- 1944: Clearing Winter Storm, (Ende eines Wintersturms), Yosemite National Park, Kalifornien
- 1944: Winter Sunrise, (Sonnenaufgang im Winter), Sierra Nevada, von Lone Pine aus gesehen, Kalifornien
- 1945: Mount Williamson, Sierra Nevada, von Manzanar aus gesehen, Kalifornien
- 1947: Mount McKinley and Wonder Lake (Mount McKinley und Wonder Lake), Denali National Park, Alaska
- 1948: Sand Dunes, Sunrise, (Sanddünen im Sonnenaufgang), Death Valley National Monument, Kalifornien
- 1950: Early Morning, Merced River, Autumn (Früher Herbstmorgen, Merced River), Yosemite National Park, Kalifornien
- 1950: Base of Upper Yosemite Fall, (Oberer Yosemite-Wasserfall), Yosemite National Park
- 1956: Half Dome, Yosemite Valley, Yosemite National Park, Kalifornien
- 1960: Moon and Half Dome, (Mond und Half Dome),
- 1968: El Capitan, Winter Sunrise, El Capitan, winterlicher Sonnenaufgang, Yosemite National Park, Kalifornien

Porträtfotografien:
- 1933: Alfred Stieglitz, An American Place (Alfred Stieglitz in seiner Galerie An American Place), New York City
- 1937: Georgia O’Keeffe and Orville Cox (Georgia O’Keeffe und Orville Cox), Canyon de Chelly National Monument
- 1940: Edward Weston, Carmel Highlands, Kalifornien
- 1955: Farmer Family, (Farmer Familie), Melones, Kalifornien
- 1961: Martha Porter, Pioneer Woman, (Martha Porter, Frau der Pionierzeit), Orderville, Utah
- 1974: Jacques-Henri Lartigue, Arles, Frankreich

Andere Motive:
- 1929: Saint Francis Church, Ranchos de Taos, Taos, New Mexico
- 1958: Aspens, (Espen), zwei Fotografien, Nördliches New Mexico
- 1956: Buddhist Grave Markers and Rainbow, (Buddhistische Grabsteine und Regenbogen), Paia, Maui, Hawaii
- 1982: Graffiti, Abandoned Military Installation, (Graffiti in verlassener Militäranlage), Golden Gate Recreational Area, Kalifornien

Eine Auswahl seiner Arbeiten aus den Nationalparks sowie die Fotografien aus dem Internierungslager Manzanar stiftete Ansel Adams 1965 dem Bildarchiv der Library of Congress.

## Bibliografie

### Veröffentlichungen von Ansel Adams
- 1930: Taos Pueblo; mit Mary Hunter Austin (Text); Erstauflage 1930; Faksimile: New York Graphic Society, Boston/Little, Brown and Company, New York 1977, ISBN 0-8212-0722-9
- 1934: Yosemite. Tales and Trails; mit Katherine Ames Taylor (Text); San Francisco: H.S. Crocker, 1934
- 1934/1949: Making A Photograph; Erstausgabe The Studio Publications Inc., 1934; in der vierten Auflage (1949) mit einem Vorwort von Edward Weston
- 1936/1940 The Four Seasons (Yosemite), Fotografien von A. A., hrsg. von Stanley Plumb, 1936 Yosemite Park and Curry Co.; vierte Auflage 1940
- 1939: Sierra Nevada, the John Muir Trail. The Archetype Press, Berkeley 1939; Neuauflage Little, Brown and Company, New York 2006, ISBN 0-8212-5717-X
- 1940: A Pageant of Photography. Crocker-Union, San Francisco 1940
- 1940: Illustrated Guide to Yosemite Valley; zusammen mit Virginia Best Adams, Crocker-Union, San Francisco 1940
- 1941: Michael and Anne in the Yosemite Valley; zusammen Virginia Best Adams, Studio Publications Inc., 1941
- 1944: Born Free and Equal: The Story of Loyal Japanese-Americans; New York: U.S. Camera (1944); Nachdruck: Spotted Dog Press, 2002, ISBN 1-893343-05-7
- 1948: Yosemite and the Sierra Nevada; Text von John Muir, hrsg. von Charlotte E. Mauk, Houghton Mifflin, Boston 1948
- 1948: Exposure Record. Morgan and Morgan, New York 1948
- 1948: Camera and Lens. New York Graphic Society/Morgan and Lester, New York 1948, Neuauflage 1978, ISBN 0-8212-0716-4
- 1948: The Negative. New York Graphic Society/Morgan and Lester, New York 1948; Neuauflage 2004, ISBN 0-8212-1131-5
- 1950: The Print. New York Graphic Society/Morgan and Lester, New York 1950; Neuauflage 1995, ISBN 0-8212-2187-6
- 1950: Exposure record, Morgan & Morgan, New York 1950
- 1950: The Land of Little Rain; im Original von Mary Hunter Austin (1912); Neuauflage mit Fotografien von A. A.; Houghton Mifflin and Company, Boston 1950
- 1951: My Camera in the National Parks, Houghton Mifflin and Company, Boston 1950
- 1952: Ansel Adams Natural Light Photography, New York Graphic Society/Morgan and Lester, New York 1952; Neuauflage 1978, ISBN 0-8212-0719-9
- 1959: Yosemite Valley; hrsg. von Nancy Newhall, 5 Associates, San Francisco 1959
- 1960: This Is The American Earth; mit Nancy Newhall, Sierra Club, San Francisco 1960, ISBN 1-199-54073-0
- 1967: Fiat Lux: The University of California; mit Nancy Newhall, McGraw Hill Book Company, 1967
- 1979: Polaroid Land Photography, New York Graphic Society, ISBN 0-8212-0729-6
- 1985: Ansel Adams: An Autobiography; mit Mary Street Alinder; New York Graphic Society/Little, Brown and Company, New York 1985; Neuauflage 1996, ISBN 0-8212-2241-4

postum:
- Ansel Adams: Examples: The Making of 40 Photographs. Little, Brown and Company, 1997, ISBN 0-8212-1750-X
- Ansel Adams in Color; hrsg. von Harry Callahan; Little, Brown and Company, Boston 1993, Neuauflage 2001, ISBN 0-8212-1980-4
- Conversations with Ansel Adams : oral history transcript / 1972-1975 With Introductions by James L. Enyeart and Richard M. Leonard. An Interview Conducted by Ruth Teiser and Catherine Harroun in 1972, 1974, and 1975. Regional Oral History Office Bancroft Library. Publisher: University of California Berkeley, Calif. c1978

### Deutsche Übersetzungen
- Ansel Adams: Autobiographie; mit Mary Street Alinder, übersetzt und mit Anmerkung versehen von Fritz Meisnitzer; Christian Verlag, München 1987, ISBN 3-88472-141-0
- Ansel Adams: Meisterphotos – Entstehung, Technik, Gestaltung der 40 berühmtesten Bilder; übersetzt und mit Anmerkung versehen von Fritz Meisnitzer; Christian Verlag, München 1982; 3. Auflage 1995, ISBN 3-88472-073-2

Lehrbücher:
- Das Positiv als photographisches Bild; mit Robert Baker (Illustrationen); Christian Verlag, München 1984; 8. Auflage 1998, ISBN 3-88472-072-4
- Das Negativ; mit Robert Baker (Illustrationen); Christian Verlag, München 1987; 9. Auflage 1998, ISBN 3-88472-071-6
- Die Kamera; mit Robert Baker (Illustrationen); Christian Verlag, München 1982; 8. Auflage 2000, ISBN 3-88472-070-8

### Bildbände, Monografien
- John Szarkowski (Hrsg.): Ansel Adams at 100: A Postcard Folio Book. Little, Brown & Company, 2001, ISBN 0-8212-2585-5; deutsche Ausgabe bei Zweitausendeins, Frankfurt/M. 2003, ISBN 3-86150-616-5
- John Szarkowski (Hrsg.): The Portfolios of Ansel Adams. Little, Brown & Company, 2006, ISBN 0-8212-5822-2
- Andrea G. Stillman (Hrsg.): Ansel Adams: 400 Photographs, Little, Brown and Company, New York 2007, ISBN 978-0-316-11772-2
- Andrea G. Stillman (Hrsg.): Unberührte Landschaften, Christian Verlag GmbH, München, Druck: Gardner Lithograph 1990, ISBN 3-88472-187-9

### Sekundärliteratur
- Mary Street Alinder: Ansel Adams: A Biography. Key Porter Books, 1998, ISBN 0-8050-5835-4
- Mary Street Alinder: Letters 1916–1984. Little, Brown and Company, Boston 2001, ISBN 0-8212-2682-7
- Jonathon Green: American Photography: A Critical History 1945 to the Present. Harry N. Abrams, Inc., New York 1984, ISBN 0-8109-1814-5
- Franz-Xaver Schlegel: Das Leben der toten Dinge – Studien zur modernen Sachfotografie in den USA 1914–1935. 2 Bände, Art in Life, Stuttgart 1999, ISBN 3-00-004407-8 (Gruppe f/64: S. 215 ff., Ansel Adams: S. 231 ff.)

## Ansel Adams im Film
- 2002: Ansel Adams: A Documentary Film; vom Sierra Club produzierter Dokumentarfilm über Adams’ Leben und Werk in der Reihe The American Experience des US-Fernsehsenders PBS unter der Regie von Ric Burns (Spielzeit:100 min, Farbe und SW; Erstausstrahlung: 21. April 2002; 2004 als DVD erschienen)[83]